# 18. Februar
Der 18. Februar ist der 49. Tag des gregorianischen Kalenders, somit bleiben 316 Tage (in Schaltjahren 317 Tage) bis zum Jahresende.

## Ereignisse

### Politik und Weltgeschehen

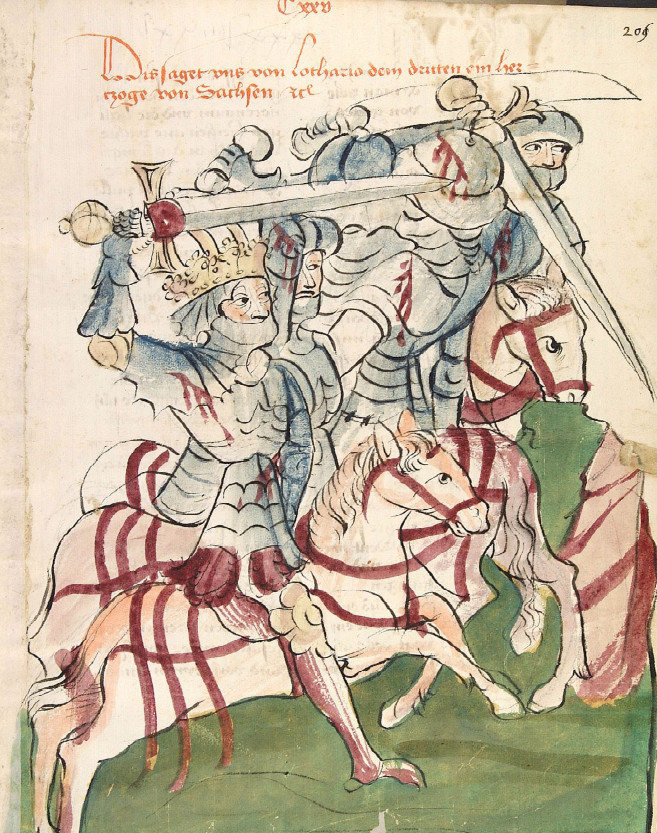
1126: Lothar von Supplinburg in der Schlacht bei Chlumec

- 1126: Im Erbstreit um das Herzogtum Böhmen findet die Zweite Schlacht bei Chlumec statt. Der Přemyslide Soběslav I. siegt dabei über seinen Kontrahenten Otto II. von Mähren, der in der Schlacht fällt. Der ihn mit einem Heer unterstützende römisch-deutsche König Lothar gerät in Gefangenschaft.

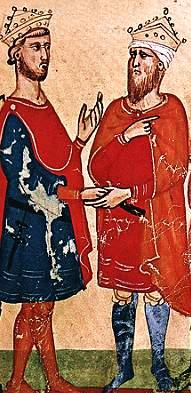
1229: Kaiser Friedrich II. (links) trifft Sultan al-Kamil

- 1229: Während seines Kreuzzugs vereinbart Kaiser Friedrich II. mit Sultan al-Kamil im Frieden von Jaffa eine zehnjährige Waffenruhe. Jerusalem, Nazareth und Bethlehem werden an das Königreich Jerusalem abgetreten, dürfen aber nicht militärisch befestigt werden.
- 1268: Eine russische Streitmacht aus Nowgorodern und Pskowern besiegt ein deutsch-dänisches Ritterheer in der Schlacht bei Wesenberg in Estland und stoppt damit vorläufig weitere Expansionsversuche des Deutschen Ordens.
- 1478: Der wegen Hochverrats zum Tode verurteilte George Plantagenet, 1. Duke of Clarence, Bruder und Rivale von Eduard IV. aus dem Haus York, das sich gerade in den Rosenkriegen um den englischen Thron befindet, wird – angeblich durch Ertränken in einem Weinfass – hingerichtet.
- 1563: Bei der Belagerung von Orléans wird François de Lorraine, duc de Guise, der Anführer der katholischen Streitkräfte im Ersten Hugenottenkrieg, von dem Attentäter Jean de Poltrot schwer verwundet; sechs Tage später stirbt er.

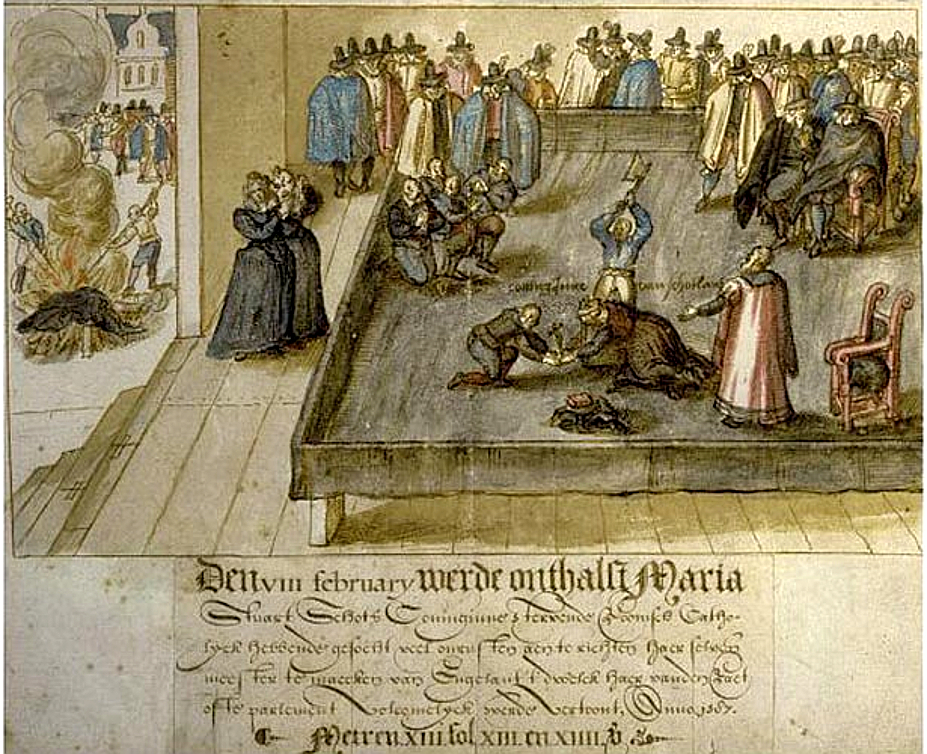
1587: Hinrichtung Maria Stuarts

- 1587: Die wegen ihrer Verwicklung in die Babington-Verschwörung des Jahres 1586 verurteilte schottische Königin Maria Stuart wird nach insgesamt 19-jähriger Gefangenschaft in Fotheringhay Castle in England hingerichtet.
- 1814: Napoleon Bonaparte siegt in der Schlacht bei Montereau gegen die verbündeten Österreicher und Württemberger beim Ort Montereau-Fault-Yonne.
- 1846: In der Republik Krakau findet ein Aufstand statt, der auf Selbstverwaltung ihrer Angelegenheiten gerichtet ist. Die österreichische Armee schlägt das Aufbegehren der Polen nieder.

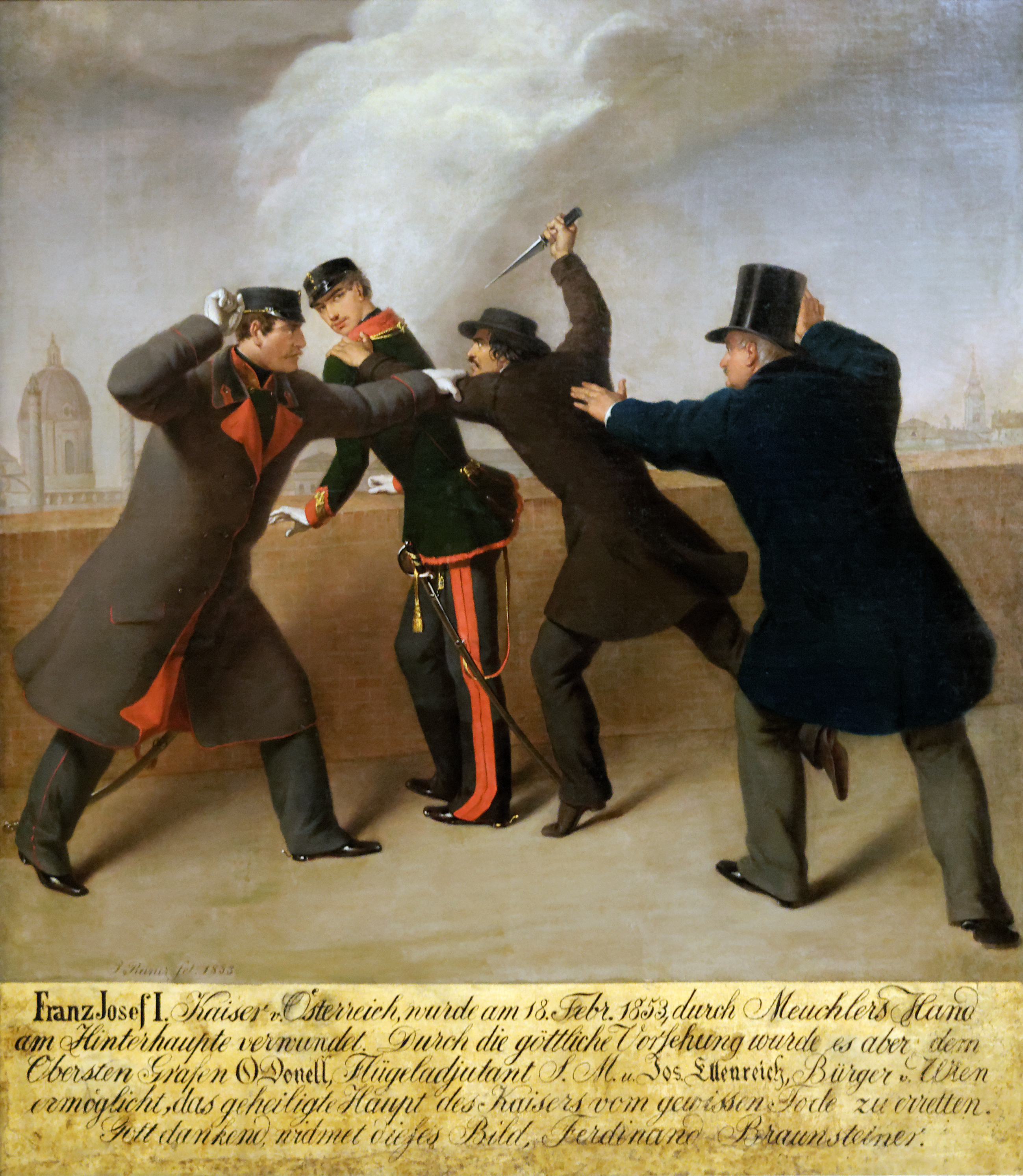
1853: Attentat auf Kaiser Franz Joseph

- 1853: Der ungarische Schneidergeselle János Libényi verübt ein Attentat auf Kaiser Franz Joseph in Wien, das aber vom kaiserlichen Adjutanten Maximilian O’Donell von Tyrconell und dem Fleischhauer Josef Ettenreich vereitelt wird.

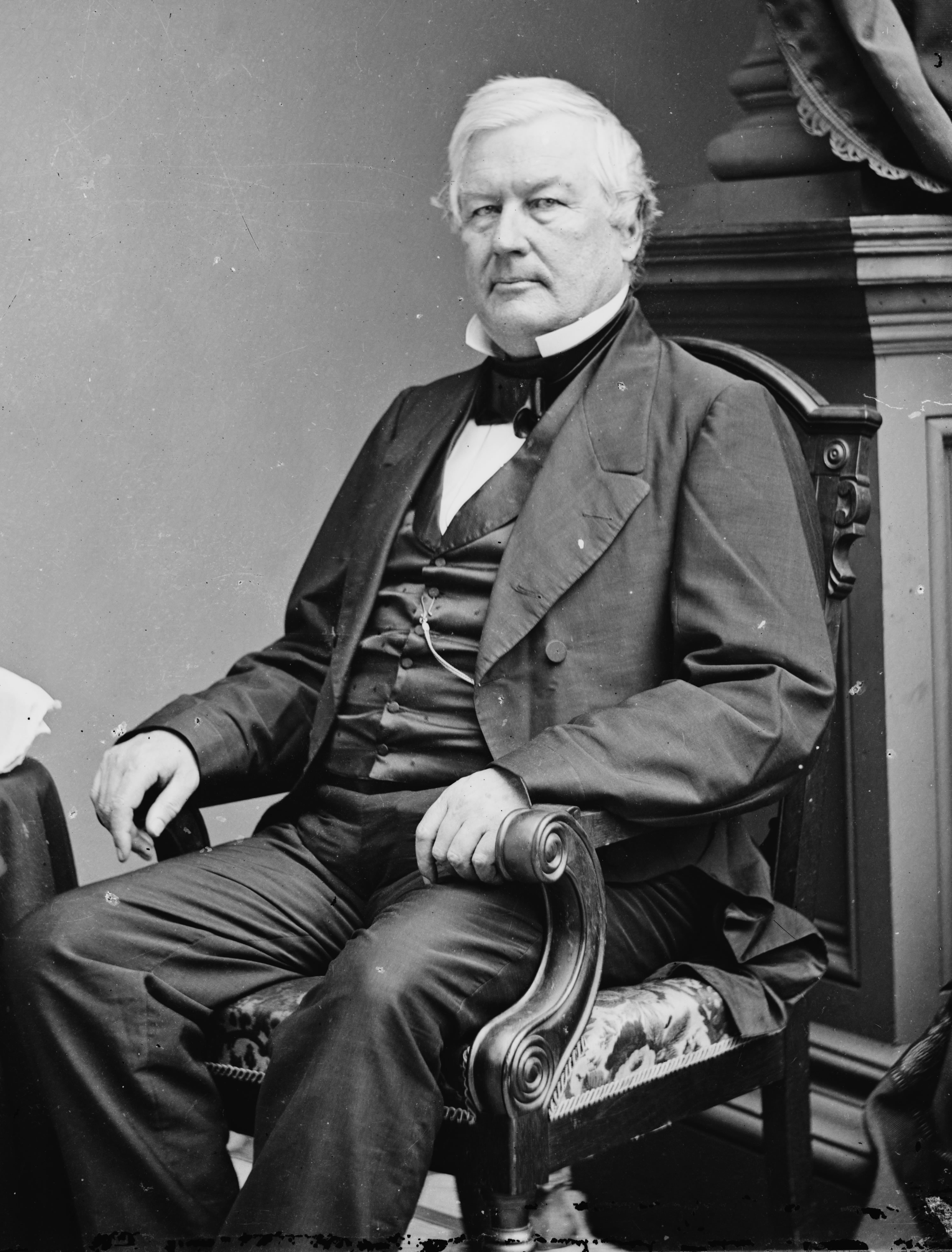
1856: Millard Fillmore

- 1856: Die zuwanderer- und katholikenfeindliche Know-Nothing-Bewegung nominiert in Philadelphia ihren ersten Präsidentschaftskandidaten, den früheren Präsidenten Millard Fillmore.
- 1861: Jefferson Davis wird als Präsident der Konföderierten Staaten von Amerika vereidigt.
- 1873: In Sofia wird der Freiheitskämpfer Wassil Lewski, Ideologe und Führer der bulgarischen Unabhängigkeitsbewegung, von den osmanischen Behörden gehängt.
- 1913: Raymond Poincaré wird französischer Präsident.
- 1915: Die kriegskritische Politikerin Rosa Luxemburg muss in Berlin eine einjährige Haftstrafe antreten, zu der sie im Vorjahr ein Gericht verurteilt hat.
- 1932: Japan erklärt die Unabhängigkeit der Mandschurei, die es in der Mandschurei-Krise besetzt hat, von China. Am 1. März wird der Marionettenstaat Mandschukuo gegründet.
- 1937: Reichsführer SS Heinrich Himmler brandmarkt in seiner Geheimrede vor den SS-Gruppenführern in Bad Tölz Homosexualität als „anormales Leben“.

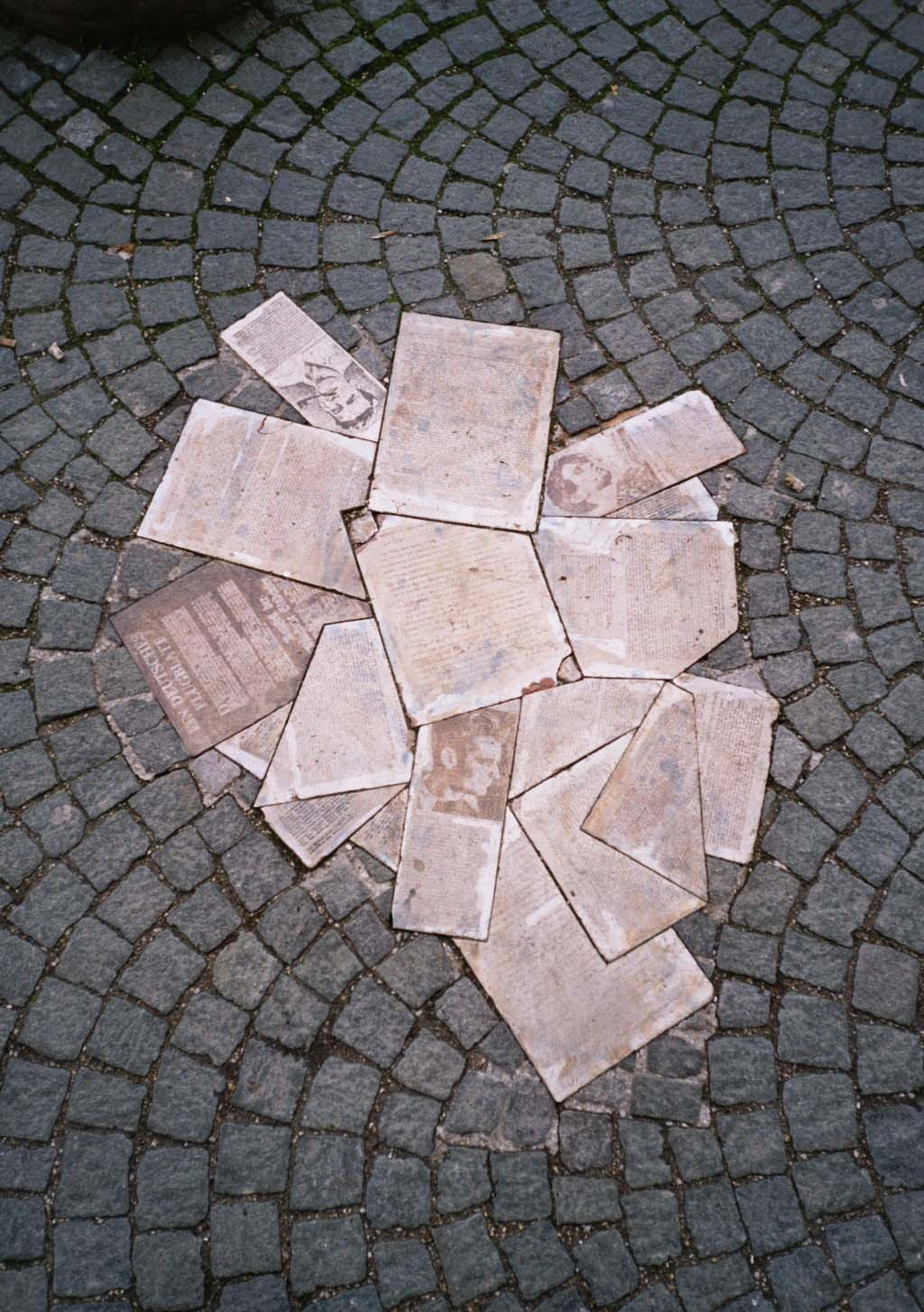
1943: Mahnmal für die Weiße Rose vor der Universität München

- 1943: Die Geschwister Hans und Sophie Scholl, Mitglieder der Widerstandsgruppe Weiße Rose, werden beim Verteilen von Flugblättern an der Münchner Universität beobachtet und verhaftet.

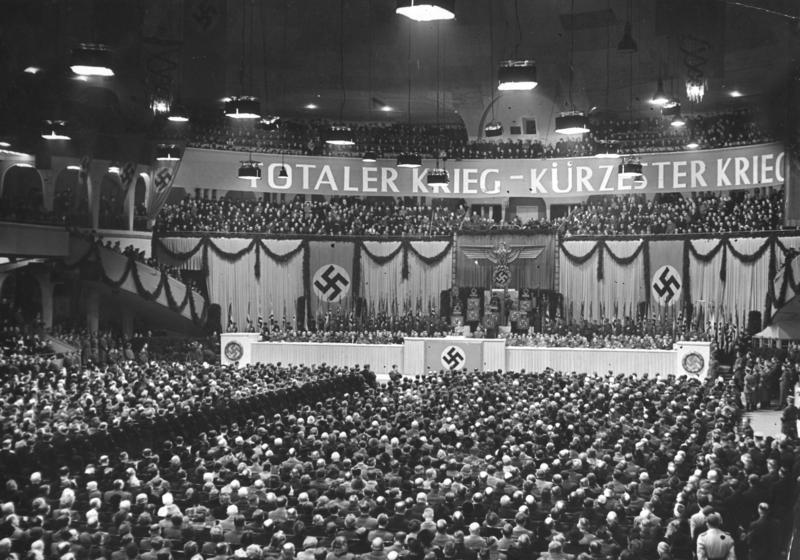
1943: Goebbels im Berliner Sportpalast

- 1943: NS-Propagandaminister Joseph Goebbels propagiert in seiner Sportpalastrede in Berlin den „totalen Krieg“.
- 1944: Am zweiten Tag der Operation Hailstone gelingt den USA im Pazifikkrieg die Zerstörung eines der wichtigsten japanischen Stützpunkte im Truk-Atoll.
- 1945: Das von der Roten Armee im Zweiten Weltkrieg eingekreiste Breslau wird von den Nationalsozialisten zur Festung erklärt.
- 1952: Griechenland und die Türkei werden Mitglieder des Militärbündnisses NATO.
- 1957: Der kenianische Rebellenführer Dedan Kimathi wird von der Britischen Kolonialregierung wegen seiner Beteiligung am Mau-Mau-Krieg gehängt und in einem Massengrab beerdigt.

1965: Kolonialflagge Gambias

1965: Flagge des unabhängigen Gambia

- 1965: Gambia wird von Großbritannien unabhängig und ins Commonwealth of Nations aufgenommen. Gleichzeitig werden Flagge, Wappen und die Nationalhymne For The Gambia Our Homeland eingeführt.
- 1972: Der kalifornische Supreme Court erklärt in der Entscheidung California v. Anderson die Todesstrafe in Kalifornien für verfassungswidrig und wandelt alle anhängigen Vollstreckungen in lebenslange Haft um.
- 1990: In Sonneberg wird von dem bayerischen Landtagsabgeordneten Walter Knauer und dem Sozialmanager Edmund Fröhlich die Arbeiterwohlfahrt (AWO) in Thüringen gegründet. Dies ist die erste Gründung der AWO auf dem Gebiet der DDR – 57 Jahre nach dem Verbot durch die Nationalsozialisten.
- 2000: Stjepan Mesić wird als Nachfolger von Franjo Tuđman Staatspräsident in Kroatien.
- 2005: Der umstrittene Hunting Act, mit dem in England und Wales die Fuchsjagd verboten wird, tritt in Kraft.

### Wirtschaft
- 1869: Die erste Eisenbahnstrecke in Griechenland wird eröffnet. Sie führt von Athen nach Piräus.
- 1879: George W. McGill erhält in den USA ein Patent für ein Einzel-Heftklammer-Gerät, das er aus seiner Jahre zuvor erfundenen Heftklammer-Presse weiterentwickelt hat.
- 1911: Der französische Pilot Henri Pequet führt die erste Postbeförderung mittels Flugzeug durch. Er transportiert in Indien mit seinem Doppeldecker 6000 Briefe und Postkarten von Allahabad ins acht Kilometer entfernte Naini.
- 1936: Das United States Patent Office erteilt Frank A. Redford ein Design Patent für eine Gebäudeform, das zum Entstehen der Wigwam Motels führt.

### Wissenschaft und Technik
- 1804: Als American Western University wird die später in Ohio University umbenannte Hochschule gegründet.

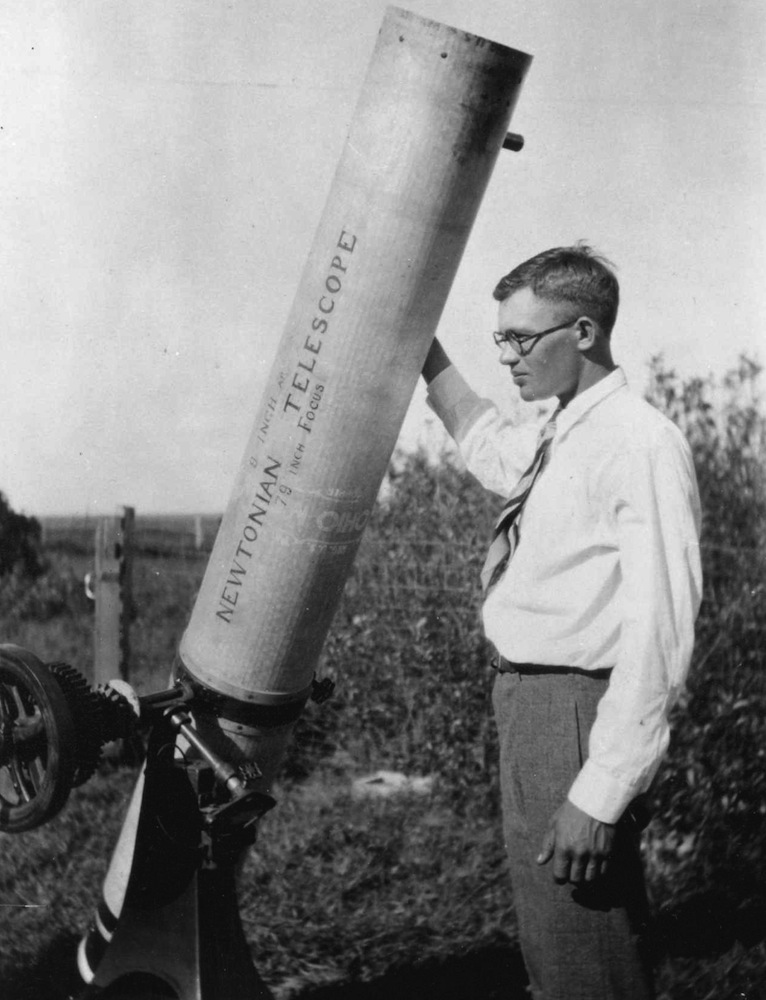
1930: Clyde W. Tombaugh

- 1930: Der vom Lowell-Observatorium in Flagstaff, Arizona, eigens für die Entdeckung des legendären Transneptun angestellte Clyde Tombaugh entdeckt auf Fotografien, die im Januar gemacht worden sind, den Planeten Pluto, der über 75 Jahre später zum Zwergplaneten zurückgestuft wird.

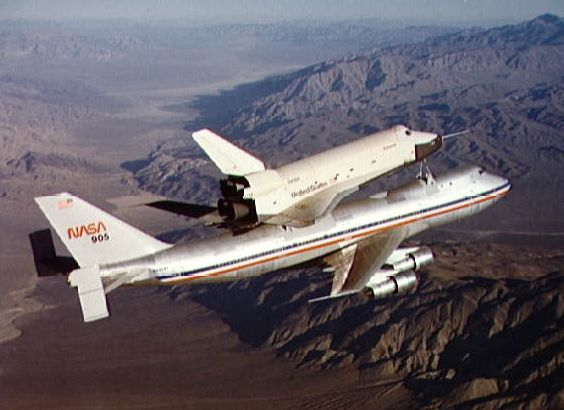
1977: Die Enterprise auf dem Rücken einer Boeing 747

- 1977: Das Space Shuttle Enterprise tritt seinen Jungfernflug unbemannt auf dem Rücken einer Boeing 747 an.
- 2021: Die NASA-Sonde Mars 2020 landet erfolgreich im Mars-Krater Jezero.

### Kultur
- 1706: An der Grand Opéra Paris erfolgt die Uraufführung der Oper Alcione von Marin Marais.
- 1743: Das Oratorium Samson von Georg Friedrich Händel wird im Covent Garden Theatre in London uraufgeführt.
- 1847: Die Oper Vielka von Giacomo Meyerbeer, eine Adaption seines Singspiels Ein Feldlager in Schlesien, wird mit großem Erfolg am Theater an der Wien bei Wien uraufgeführt.
- 1860: In Paris findet die Uraufführung der Oper Philémon et Baucis von Charles Gounod statt.

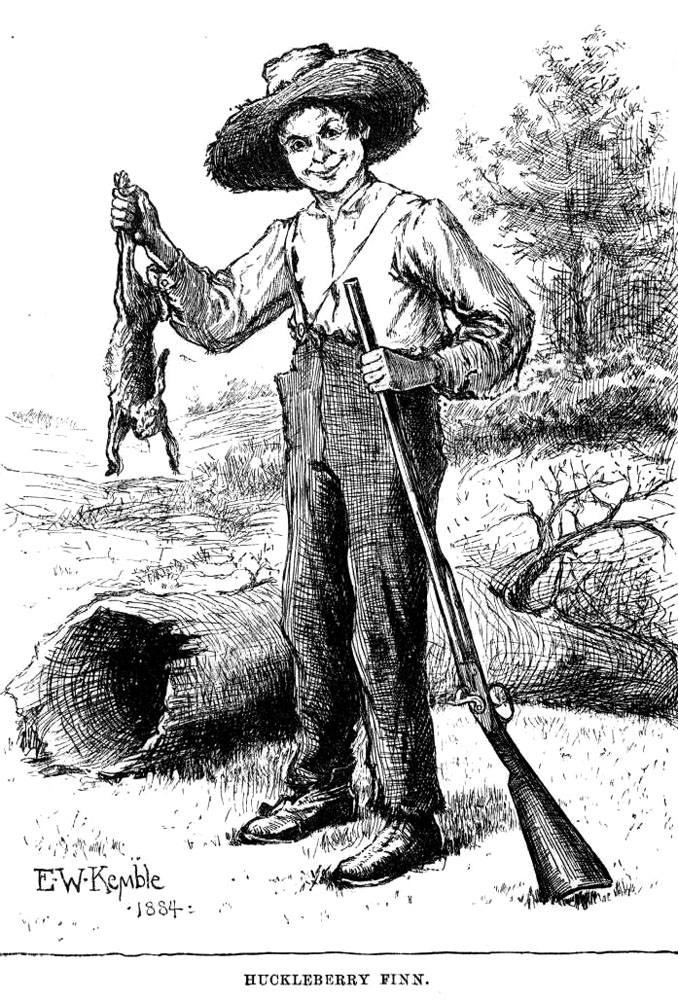
1885: Huckleberry Finn

- 1885: Mark Twains Roman Die Abenteuer des Huckleberry Finn wird nach seinem Erscheinen in Großbritannien und Kanada nunmehr in den USA publiziert.
- 1893: Über 46 Jahre nach der konzertanten Uraufführung in Paris erfolgt die szenische Uraufführung der „dramatischen Legende“ La damnation de Faust (Fausts Verdammnis) von Hector Berlioz in Monte Carlo.
- 1921: Die Operette Die Tanzgräfin von Robert Stolz wird am Wallner-Theater in Berlin uraufgeführt.

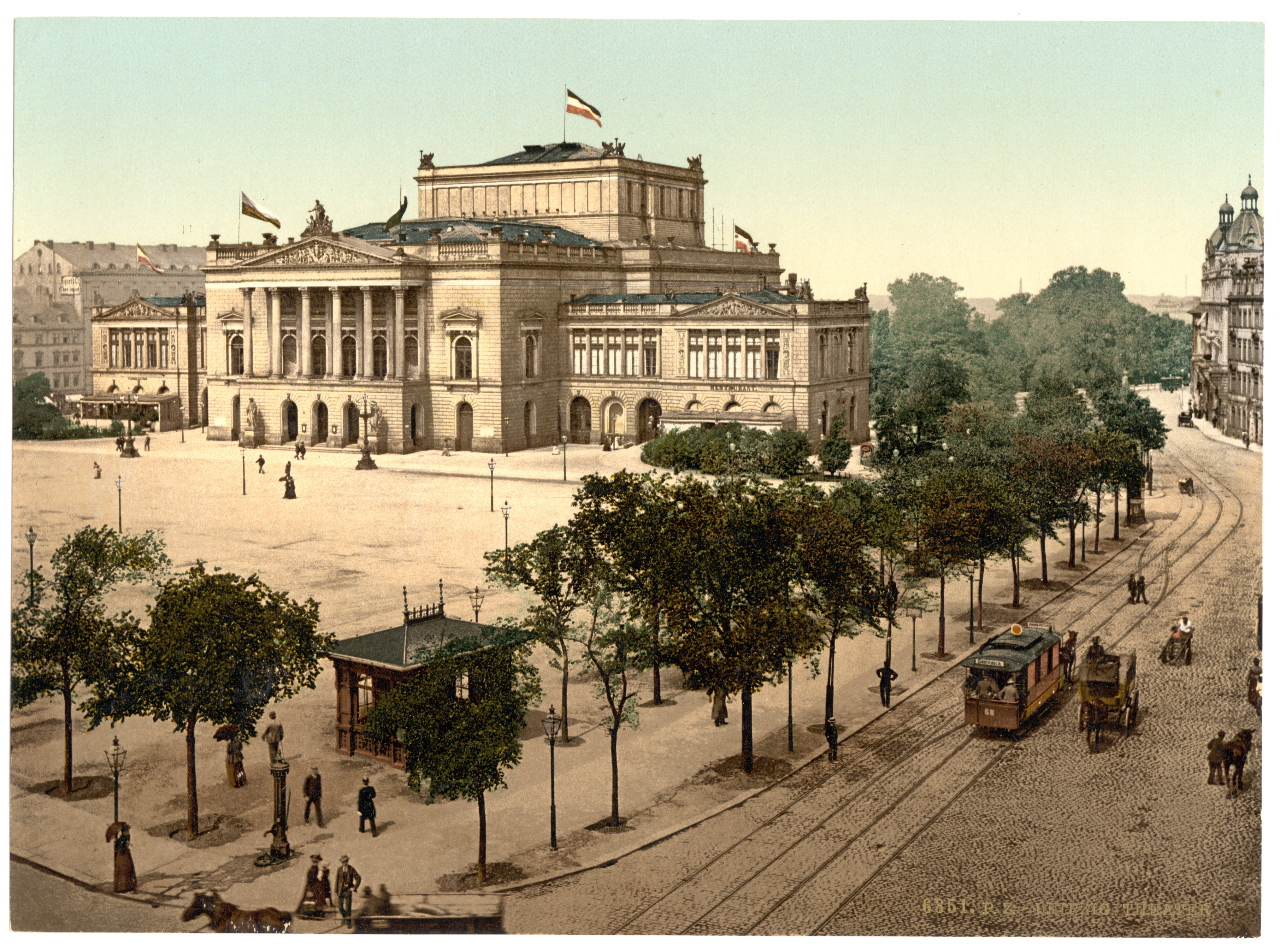
1928: Das Neue Theater in Leipzig

- 1928: Die komische Oper Der Zar läßt sich photographieren von Kurt Weill wird am Neuen Theater in Leipzig uraufgeführt.
- 1947: Uraufführung der Oper The Telephone von Gian Carlo Menotti am Heckscher Theater in New York. Das Werk sollte die bereits zuvor aufgeführte Kurzoper The Medium als „curtain raiser“ ergänzen. In beiden Fällen war der Komponist auch sein eigener Librettist.
- 1969: In den New Yorker Columbia Studios nimmt Miles Davis sein erstes Fusion-Album In A Silent Way auf.
- 2001: In Berlin gewinnt der französische Regisseur Patrice Chéreau den Goldenen Bären bei den Internationalen Filmfestspielen.
- 2006: Bei der Preisverleihung der Berlinale wird der Spielfilm Esmas Geheimnis – Grbavica der bosnischen Regisseurin Jasmila Žbanić mit dem Goldenen Bären ausgezeichnet.
- 2006: The Rolling Stones spielen auf ihrer A Bigger Bang-Tour das bisher größte Konzert aller Zeiten vor rund 1,2 Millionen Menschen an der Copacabana in Rio de Janeiro.

### Gesellschaft
- 1878: Der Lincoln-County-Rinderkrieg beginnt in New Mexico und bringt Billy the Kid zweifelhaften Ruhm.

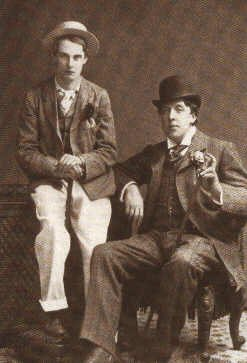
1895: Oscar Wilde und Alfred Douglas

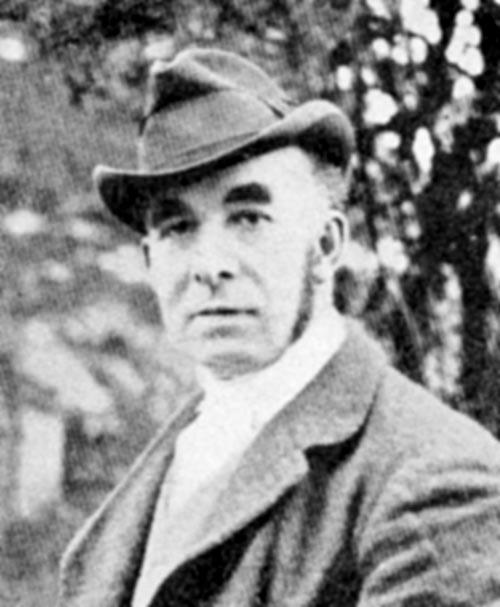
1895: John Sholto Douglas

- 1895: John Sholto Douglas, 9. Marquess of Queensberry, der Vater von Alfred Douglas, mit dem Oscar Wilde eine Beziehung führt, hinterlässt in dessen Club eine Nachricht „für Oscar Wilde, den posierenden Sodomiten“. Damit provoziert er eine Verleumdungsklage, die zu Wildes strafrechtlicher Verurteilung wegen Homosexualität und seinem gesellschaftlichen Ruin führen wird.
- 1949: In Tübingen wird der 28-jährige Raubmörder Richard Schuh mit dem Fallbeil hingerichtet. Dies war die letzte von einem westdeutschen Gericht angeordnete Hinrichtung. Die Todesstrafe wird mit Inkrafttreten des Grundgesetzes im Mai des Jahres abgeschafft.
- 1976: Ein defekter Bolzen führt zum Einsturz des 350 Meter hohen Sendemasts SL3 in Burg bei Magdeburg, der zur Verbreitung des Programms von Radio Wolga im Langwellenbereich dient.
- 2003: In der U-Bahn Daegu in Südkorea legt ein offenbar geistig verwirrter Attentäter in Selbstmordabsicht ein Feuer, bei dem mindestens 198 Menschen sterben.

### Religion

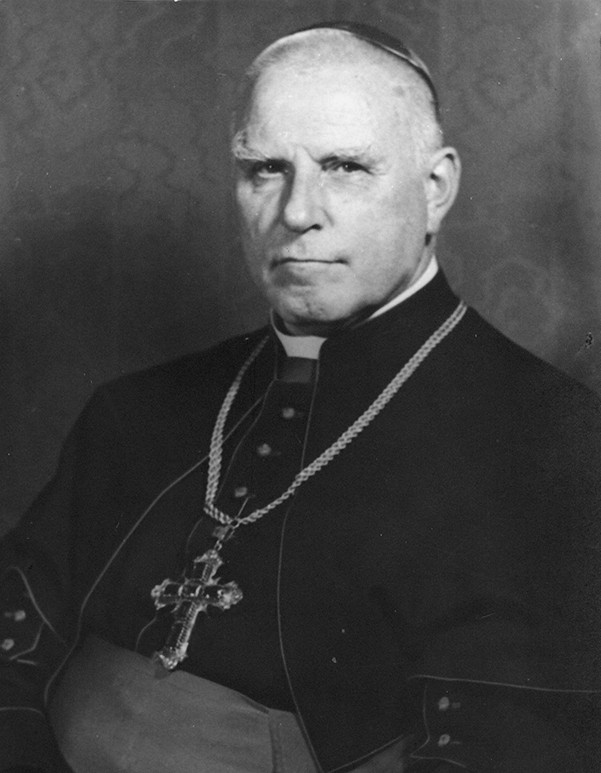
1946: Clemens August Kardinal Graf von Galen

- 1946: Drei deutsche Bischöfe werden von Papst Pius XII. zu Kardinälen erhoben: Der für seine Predigten gegen den Nationalsozialismus als „Löwe von Münster“ bekannt gewordene deutsche Bischof Clemens August Graf von Galen mit der Titelkirche San Bernardo alle Terme, der Erzbischof von Köln, Josef Frings mit der Titelkirche San Giovanni a Porta Latina und der Bischof von Eichstätt Konrad von Preysing mit der Titelkirche Sant’Agata dei Goti.
- 1984: Ein Konkordat des Heiligen Stuhls mit Italien revidiert Teile der Lateranverträge. Der Katholizismus bleibt nicht mehr Staatsreligion; staatliche Leistungen an die Kirche werden neu geordnet. Rom verliert die Bezeichnung Heilige Stadt.

### Katastrophen
- 1942: Der französische U-Kreuzer Surcouf sinkt nach einer Kollision in der Nähe des Panamakanals. Mindestens 130 Seeleute sterben – der bisher höchste Verlust bei einem Totalverlust eines U-Bootes.
- 1969: Beim Attentat in Kloten wird am Flughafen Zürich-Kloten ein Passagierflugzeug der israelischen Fluggesellschaft El-Al von vier Fatah-Attentätern beschossen, wobei der Copilot und ein Attentäter starben.
- 2004: Mindestens 320 Menschen, davon etwa 200 Rettungsarbeiter, kommen beim Eisenbahnunfall von Nischapur im Iran durch den Brand eines Güterzugs ums Leben.

Kleinere Unglücksfälle sind in den Unterartikeln von Katastrophe und in der Liste von Katastrophen aufgeführt.

### Sport
- 1910: Im norwegischen Kristiania wird die Internationale Skikommission (CIS), die Vorläuferorganisation der Fédération Internationale de Ski (FIS), gegründet.

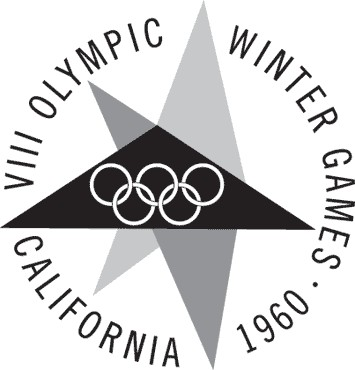
1960: Logo der VIII. Olympischen Winterspiele

- 1960: US-Vizepräsident Richard Nixon eröffnet die VIII. Olympischen Winterspiele in Squaw Valley, die bis zum 28. Februar dauern. Für die Eröffnungsfeierlichkeiten ist Walt Disney verantwortlich.
- 2001: Dale Earnhardt verunglückt als NASCAR-Teilnehmer beim Daytona 500 tödlich. Der Vorfall löst in der Folge höhere Sicherheitsvorkehrungen durch SAFER Barriers aus.
- 2006: Während der XX. Olympischen Winterspiele in Turin findet wegen der Anwesenheit des für die Olympischen Spiele gesperrten Trainers Walter Mayer eine groß angelegte Haus- und Personendurchsuchung im Quartier der österreichischen Langläufer und Biathleten statt. Die dabei genommenen Dopingproben stellen sich im Nachhinein alle als negativ heraus.

Einträge von Leichtathletik-Weltrekorden befinden sich unter der jeweiligen Disziplin unter Leichtathletik.

## Geboren

### Vor dem 18. Jahrhundert
- 1515: Valerius Cordus, deutscher Botaniker, Arzt, Pharmakologe und NaturforscherMaria I. (* 1516)

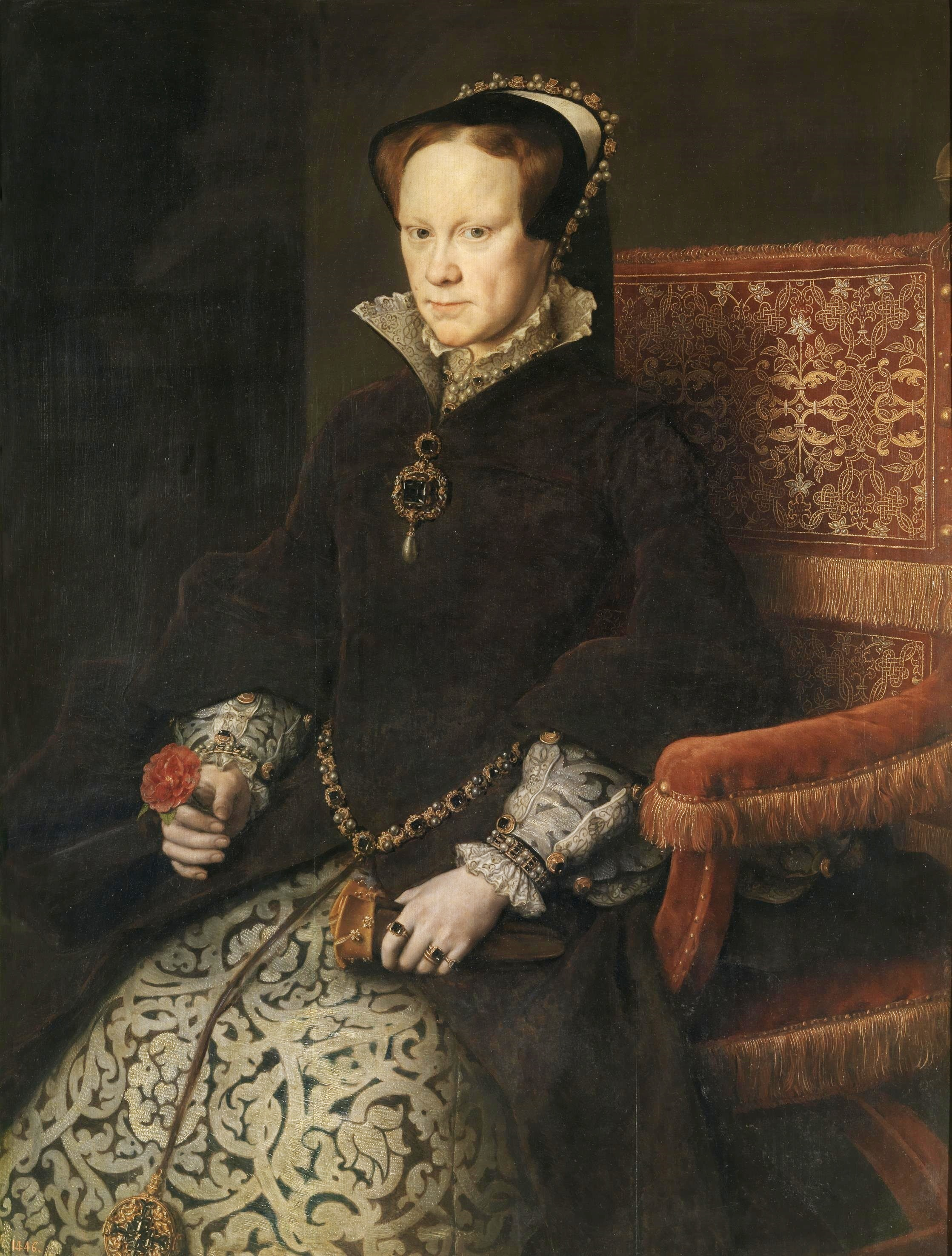
Maria I. (* 1516)

- 1516: Maria I., Königin von England und Irland
- 1526: Charles de l’Écluse, französischer Gelehrter, Arzt und Botaniker
- 1530: Uesugi Kenshin, Daimyō der japanischen Sengoku-Zeit
- 1543: Karl III., Herzog von Lothringen
- 1559: Isaac Casaubon, französischer Gelehrter, Protestant und Humanist
- 1571: Hans Caspar Lang der Ältere, Schweizer Glas-, Tafel- und Fassadenmaler sowie Buchillustrator
- 1584: Hans Ernst von Jagemann, deutscher Hofbeamter und Offizier
- 1595: Johann Böhme, deutscher Bildhauer
- 1602: Per Brahe der Jüngere, schwedischer Staatsmann
- 1602: Michelangelo Cerquozzi, italienischer Maler
- 1609: Edward Hyde, 1. Earl of Clarendon, englischer Staatsmann und Historiker
- 1632: Giovanni Battista Vitali, italienischer Violinist, Sänger und Komponist
- 1634: Louis Parrocel, französischer Maler
- 1642: Mademoiselle de Champmeslé, französische Schauspielerin und Tragödienspielerin
- 1650: Adalbert von Schleifras, Fürstabt von Fulda
- 1652: Paul Gottfried Sperling, deutscher Mediziner
- 1658: Johann Franz Schenk von Stauffenberg, deutscher Geistlicher, Bischof von Konstanz
- 1666: Wilhelm Hyacinth, Prinz von Oranien
- 1671: Matthias Kraus, deutscher Metzger, Anführer des Krausaufstandes
- 1677: Jacques Cassini, französischer Astronom und Geograf
- 1679: Samuel Walther, deutscher Schriftsteller
- 1692: Johann Michael Fischer, deutscher Baumeister

### 18. Jahrhundert
- 1703: Corrado Giaquinto, italienischer Maler
- 1708: Václav Jan Kopřiva, tschechischer Organist, Kantor, Komponist und Musikpädagoge
- 1718: Søren Abildgaard, dänischer Biologe und Illustrator
- 1718: Robert Henry, schottischer Historiker
- 1729: William Fleming, Gouverneur des Commonwealth of Virginia
- 1732: Johann Christian Kittel, deutscher Komponist und Organist (Taufdatum)
- 1734: Jean-Marie Roland de La Platière, französischer PolitikerAlessandro Volta (* 1745)

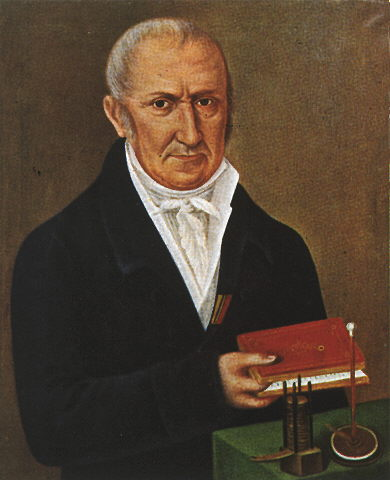
Alessandro Volta (* 1745)

- 1745: Alessandro Volta, italienischer Physiker, Erfinder der Batterie und des Plattenkondensators, Pionier der Elektrizitätslehre
- 1761: Johann Bernhard Hermann, deutscher Intellektueller
- 1762: Peter Jochims, deutscher Beamter
- 1770: Johann Gottlieb Brucker, deutscher Mediziner
- 1770: Christian Heinrich Rinck, deutscher Komponist des Biedermeier
- 1780: Johann Georg Daniel Arnold, deutscher Jurist und Schriftsteller
- 1792: James Abercrombie, US-amerikanischer Rechtsanwalt und Politiker
- 1795: George Peabody, US-amerikanischer Unternehmer und Philanthrop
- 1797: John Bell, US-amerikanischer Politiker, Kriegsminister, Senator, Mitglied und Sprecher des US-Repräsentantenhauses
- 1797: Otto von der Groeben, preußischer Rittergutbesitzer und Politiker
- 1799: Johann Nepomuk Hemauer, Kanonikus in Regensburg, Beichtvater Ludwigs I. von Bayern

### 19. Jahrhundert

#### 1801–1850
- 1802: Camille Roqueplan, französischer Maler
- 1806: Georg Achleitner, österreichischer Jurist und Politiker, Mitglied der Frankfurter Nationalversammlung, LAbg
- 1806: Eduard Heis, deutscher Mathematiker und Astronom
- 1807: Theobald von Rizy, österreichischer Jurist und Politiker
- 1812: James K. Gibson, US-amerikanischer Politiker, Mitglied des Repräsentantenhauses
- 1812: Robert Treat Paine, US-amerikanischer Politiker, Mitglied des Repräsentantenhauses
- 1812: Wilhelm Rütter, deutscher Orgelbauer

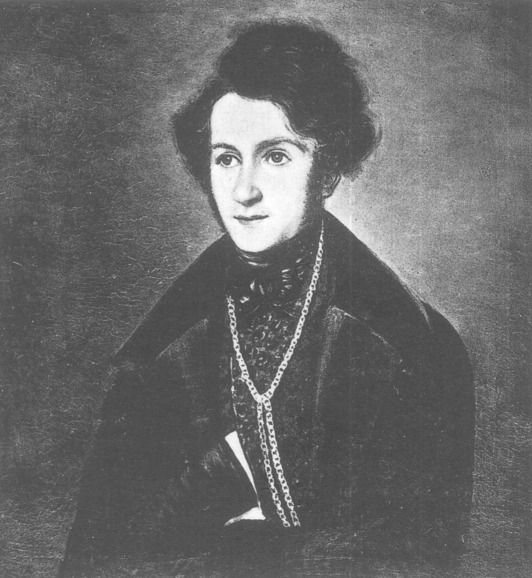
Alexander Duncker (* 1813)

- 1813: Alexander Duncker, deutscher Verleger und Buchhändler
- 1814: Samuel Fenton Cary, US-amerikanischer Jurist, Farmer und Politiker
- 1815: Ferdinand Adolph Lange, deutscher Uhrmacher und Unternehmer
- 1815: Mathilde Esch, mährische Genremalerin
- 1816: Frederick W. Green, US-amerikanischer Politiker, Mitglied des Repräsentantenhauses
- 1817: Lewis Addison Armistead, US-amerikanischer Brigadegeneral der Konföderierten im Amerikanischen Bürgerkrieg
- 1817: Johannes Bosboom, niederländischer Maler
- 1818: Marianna Barbieri-Nini, italienische Opernsängerin (Sopran)
- 1819: Asa Grover, US-amerikanischer Politiker, Mitglied des Repräsentantenhauses
- 1822: Georg Oechsner, deutscher Kaufmann, Politiker, MdR, Oberbürgermeister von Mainz
- 1825: Mór Jókai, ungarischer Schriftsteller und Journalist

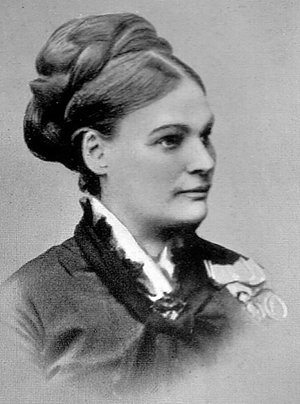
Lea Ahlborn (* 1826)

- 1826: Lea Ahlborn, schwedische Künstlerin
- 1827: Heinrich Brugsch, deutscher Ägyptologe
- 1829: Jacob A. Ambler, US-amerikanischer Politiker, Mitglied des Repräsentantenhauses
- 1829: Rudolf Kögel, deutscher Theologe
- 1831: John F. Follett, US-amerikanischer Politiker, Mitglied des Repräsentantenhauses
- 1832: Octave Chanute, US-amerikanischer Eisenbahningenieur und Luftfahrt-Pionier
- 1838: Ernst Mach, österreichischer Physiker
- 1839: August Thon, deutscher Rechtswissenschaftler
- 1840: Orlando Hubbs, US-amerikanischer Politiker, Mitglied des Repräsentantenhauses
- 1840: August Schaper, deutscher Orgelbauer
- 1841: Samuel Prowse Warren, kanadischer Organist und Komponist
- 1842: William H. Calkins, US-amerikanischer Politiker, Mitglied des Repräsentantenhauses

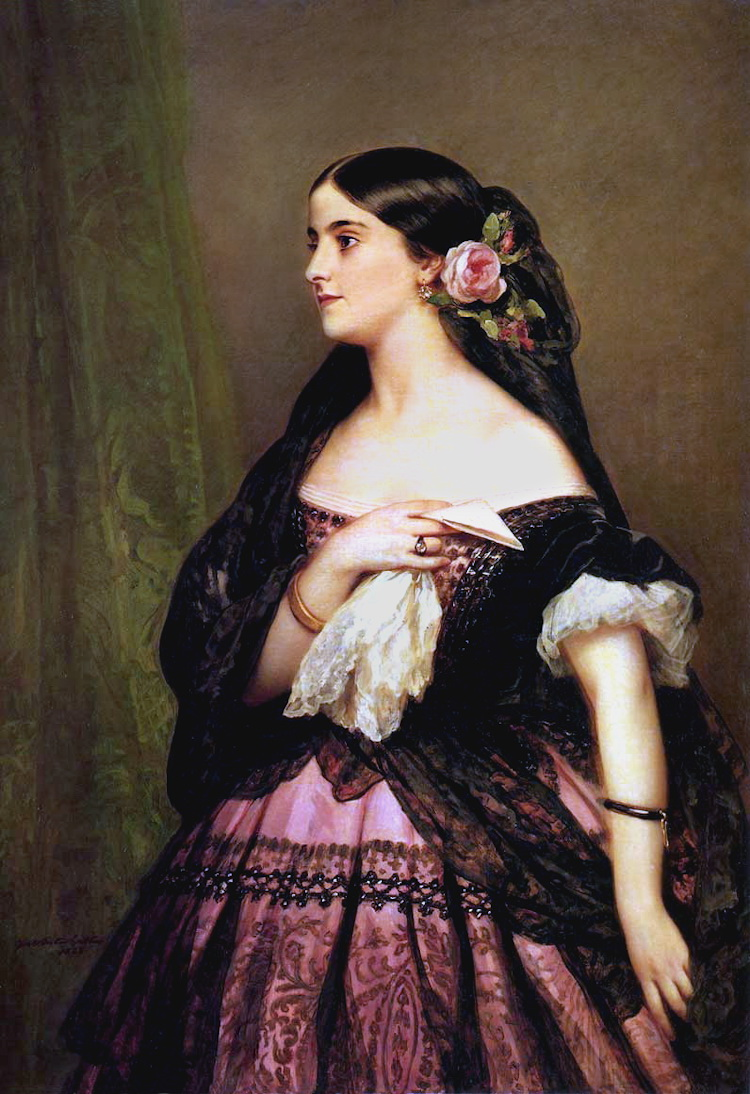
Adelina Patti (* 1843)

- 1843: Adelina Patti, spanische Sopranistin
- 1847: Justin Rice Whiting, US-amerikanischer Politiker, Mitglied des Repräsentantenhauses

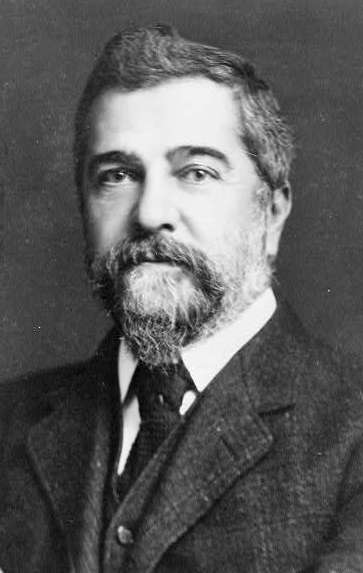
Louis Comfort Tiffany (* 1848)

- 1848: Louis Comfort Tiffany, US-amerikanischer Maler und Glaskünstler
- 1849: Jérôme-Eugène Coggia, französischer Astronom
- 1849: Alexander Lange Kielland, norwegischer Schriftsteller
- 1850: Wilhelm Georg Ritter, deutscher Maler

#### 1851–1900
- 1855: Adolf Frey, Schweizer Schriftsteller und Literaturhistoriker
- 1855: Marie Stritt, deutsche Frauenrechtlerin
- 1857: Max Klinger, deutscher Bildhauer, Maler und Grafiker des Symbolismus
- 1857: Ferdinand Wittenbauer, österreichischer Techniker
- 1858: Louise von Belgien, belgische Prinzessin
- 1858: Wilhelm Schmidt, deutscher Ingenieur und Erfinder
- 1858: Charles Henri Hubert Spronck, niederländischer Mediziner
- 1860: John C. McKenzie, US-amerikanischer Politiker
- 1860: Alex Vallance, schottischer Fußballspieler
- 1860: Anders Zorn, schwedischer Maler, Grafiker und Bildhauer
- 1861: Anton Averkamp, niederländischer Chorleiter und Komponist
- 1861: William Throsby Bridges, australischer Offizier
- 1862ː Johanna Presler, deutsche Schriftstellerin und Schauspielerin
- 1866: Francis R. Lassiter, US-amerikanischer Jurist und PolitikerHedwig Courths-Mahler (* 1867)

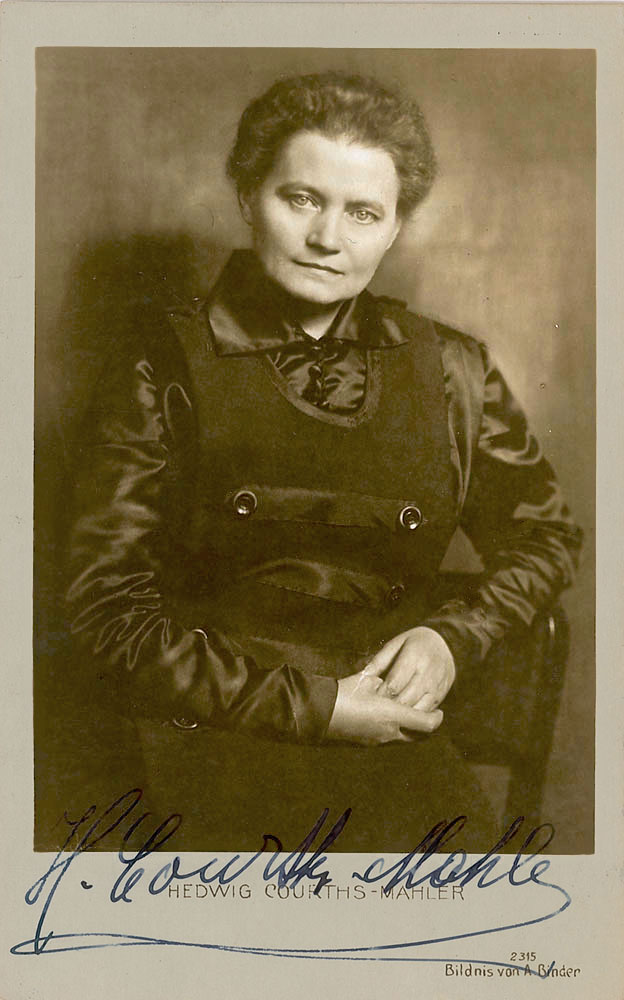
Hedwig Courths-Mahler (* 1867)

- 1867: Hedwig Courths-Mahler, deutsche Schriftstellerin
- 1868: Sophie Haemmerli-Marti, schweizerische Schriftstellerin
- 1870: Edwin Denby, US-amerikanischer Jurist und Politiker
- 1871: Bernard Crocé-Spinelli, französischer Komponist
- 1871: Ludwig Woltmann, deutscher Anthropologe
- 1871: George Udny Yule, britischer Statistiker
- 1872: Fernand Halphen, französischer Komponist
- 1873: Thomas F. Ford, US-amerikanischer Politiker
- 1874: Paul Arbelet, französischer Romanist und Stendhal-Spezialist
- 1874: Gaston Delalande, französischer Autorennfahrer
- 1875: Walter Andrae, deutscher Bauforscher und Archäologe
- 1875: Ludwig Külz, deutscher Mediziner und Afrikaforscher

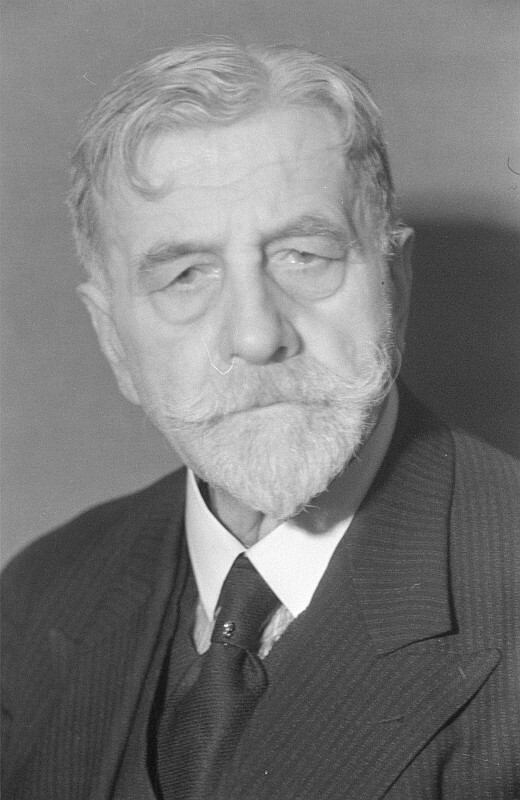
Wilhelm Külz (* 1875)

- 1875: Wilhelm Külz, deutscher Politiker, MdR, Reichsinnenminister, Oberbürgermeister von Dresden
- 1875: Heinrich Winter, deutscher Chemiker
- 1877: Hans Helmhart Auer von Herrenkirchen, deutscher Volkswirt und Hochschullehrer
- 1877: Petar Krstić, serbischer Komponist
- 1878: Ada Adler, dänische Klassische Philologin und Bibliothekarin
- 1878: Regino Boti, kubanischer Schriftsteller
- 1878: Hans Mühlhofer, deutscher Schauspieler, Hörspielsprecher und Rezitator
- 1880: Ernst von Aster, deutscher Philosoph und Philosophiehistoriker
- 1880: Eric DeLamarter, US-amerikanischer Komponist

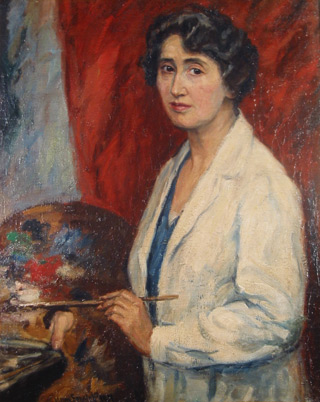
Malva Schalek (* 1882)

- 1882ː Anna Schäffer, deutsche Mystikerin und katholische Heilige
- 1882: Malva Schalek, österreichisch-jüdische Malerin, NS-Opfer
- 1884: Julius Gold, US-amerikanischer Geiger, Musikwissenschaftler und -pädagoge
- 1884: Alphonse Martin, kanadischer Organist, Pianist und Musikpädagoge
- 1885: Henri Laurens, französischer Bildhauer
- 1886: Jack Scales, britischer Automobilrennfahrer
- 1887: Gaik Bschischkjan, russischer Militär
- 1887: Juan Peiró, spanischer Ökonom und Anarchist
- 1889: Josef Leopold, österreichischer Politiker, Gauleiter und Landesleiter der NSDAP in Österreich
- 1889: Gerhard Marcks, deutscher Bildhauer und Grafiker
- 1889: Aloysius Muench, US-amerikanischer Kurienkardinal, erster Nuntius in der Bundesrepublik Deutschland
- 1890: Edward Arnold, US-amerikanischer Schauspieler
- 1890: Wladimir Michailowitsch Korezki, russischer Jurist
- 1890: Adolphe Menjou, US-amerikanischer SchauspielerWendell Willkie (* 1892)

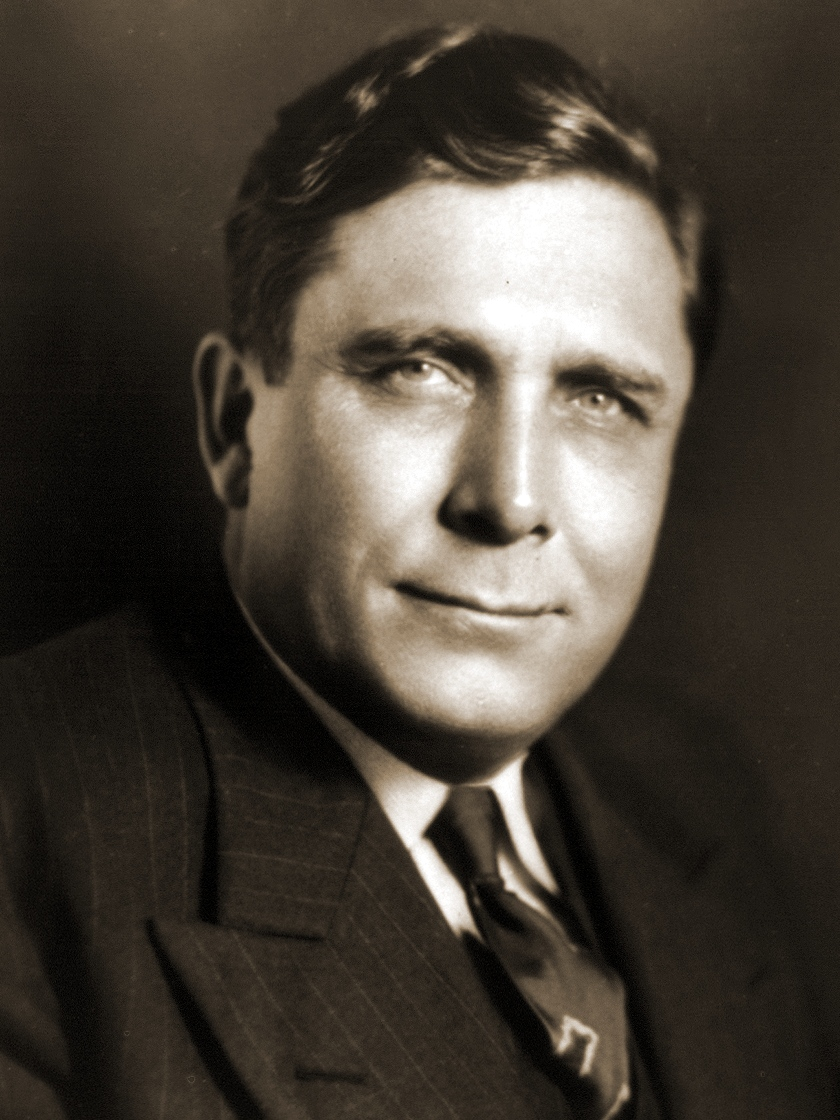
Wendell Willkie (* 1892)

- 1892: Wendell Willkie, US-amerikanischer Jurist, Präsidentschaftskandidat
- 1893: Maxim Harezki, belarussischer Schriftsteller
- 1895: Bernard Clouet, französischer Autorennfahrer
- 1895: Pete Henderson, kanadischer Automobilrennfahrer
- 1895: Hermann Florstedt, deutscher Offizier der SS und Waffen-SS, Lagerkommandant des KZ Majdanek
- 1895: Gustav von Wangenheim, deutscher Schauspieler und Regisseur
- 1896: Lothar Müthel, deutscher Schauspieler und Theaterregisseur
- 1898: Enzo Ferrari, italienischer Rennfahrer, Gründer des Automobilherstellers Ferrari
- 1898: Briton Hadden, US-amerikanischer Verleger
- 1899: Erich Kosiol, deutscher Professor für Betriebswirtschaft
- 1900: Juliette Pétrie, kanadische Schauspielerin, Komikerin, Sängerin und Tänzerin

### 20. Jahrhundert

#### 1901–1925
- 1901: Alfred Grünberg, deutscher Arbeiter, Widerstandskämpfer gegen den Nationalsozialismus
- 1902: Günter Adolphi, deutscher Verfahrenstechniker und HochschullehrerNikolai Podgorny (* 1903)

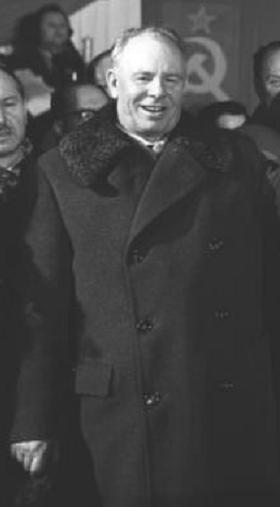
Nikolai Podgorny (* 1903)

- 1903: Nikolai Wiktorowitsch Podgorny, sowjetischer Politiker ukrainischer Herkunft, Staatsoberhaupt der Sowjetunion
- 1904: Otto Rahn, deutscher Schriftsteller
- 1905: Ludwig Arnold, deutscher Politiker
- 1906: Hans Asperger, österreichischer Kinderarzt
- 1908: Hans Kahrmann, deutscher Motorradrennfahrer
- 1908: Marga Legal, deutsche Schauspielerin
- 1909: Matti Järvinen, finnischer Speerwerfer, Olympiasieger
- 1909: Dido Sotiriou, griechische Schriftstellerin
- 1910: Friedrich Metzler, deutscher Komponist
- 1910: Elfriede Walesca Tielsch, deutsche Philosophin
- 1911: Auður Auðuns, isländische Rechtsanwältin und Politikerin
- 1911: Hans Woellke, deutscher Leichtathlet, Olympiasieger
- 1912: Heinz Kühn, deutscher Politiker, MdB, MdL, Ministerpräsident von Nordrhein-Westfalen, MdEP
- 1913: Artur Axmann, deutscher Politiker, Jugendführer des Deutschen Reiches und Reichsjugendführer der NSDAP
- 1913: Devery Freeman, US-amerikanischer Drehbuchautor
- 1913: Jan Willem Hees, niederländischer Schauspieler
- 1914: João Chedid, libanesischer Bischof in Brasilien
- 1914: Pee Wee King, US-amerikanischer Country-Musiker
- 1915: Sembiin Gontschigsumlaa, mongolischer Komponist
- 1915: Marcel Landowski, französischer Komponist
- 1916: Maria Altmann, US-amerikanische Unternehmerin und Kunstsammlerin
- 1917: Gina Amendola, italienische Schauspielerin
- 1917: Philippe Charbonneaux, französischer Automobildesigner
- 1919: Josef Fleckenstein, deutscher Historiker

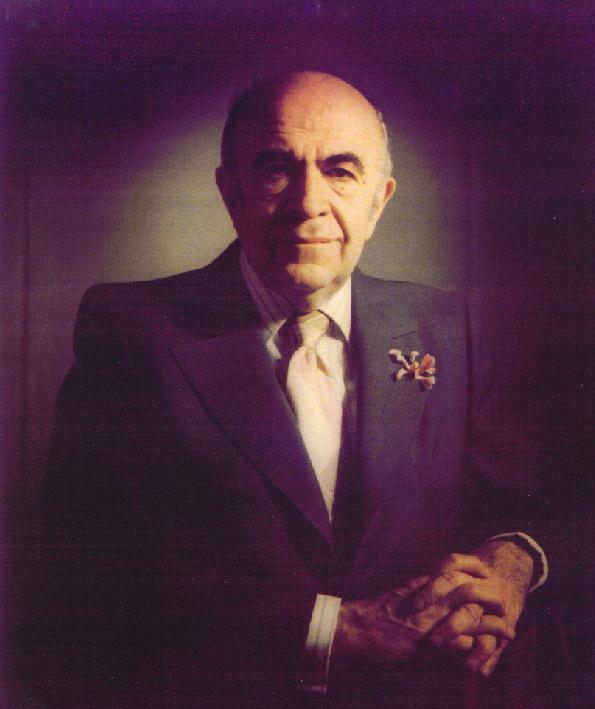
Amir Abbas Hoveyda (* 1919)

- 1919: Amir Abbas Hoveyda, iranischer Politikwissenschaftler und Premierminister
- 1919: Jack Palance, US-amerikanischer Schauspieler
- 1920: Eddie Slovik, US-amerikanischer Soldat, Deserteur
- 1920: Rolande Falcinelli, französische Komponistin und Organistin
- 1920: Cornelis Johannes van Houten, niederländischer Astronom
- 1921: Oskar Felzman, ukrainisch-russischer Komponist
- 1922: Valentīna Freimane, lettisch-jüdische Film- und Theaterwissenschaftlerin
- 1922: Hazy Osterwald, Schweizer Musiker, Sänger und Orchesterleiter
- 1922: Juhan Smuul, estnischer Schriftsteller und Lyriker
- 1923: Wilhelm Hennis, deutscher Politikwissenschaftler
- 1924: Elisabeth Amort, deutsche Journalistin und Buchautorin
- 1925: Fritz Apel, deutscher Fußballspieler

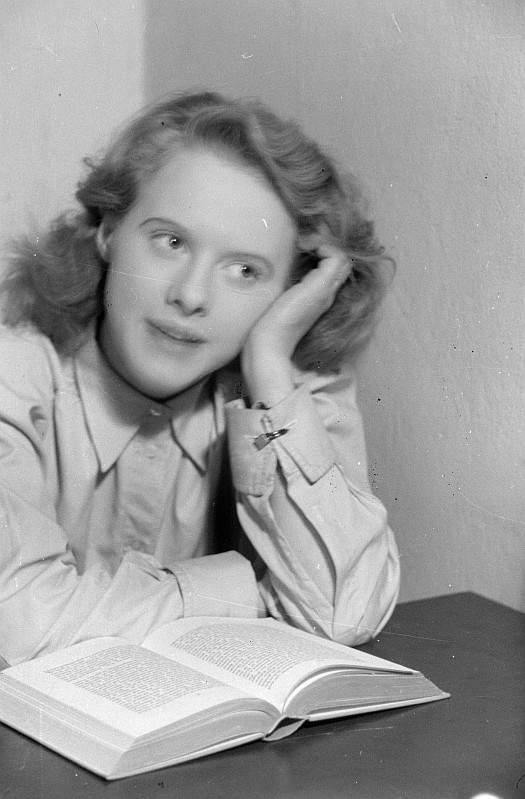
Karin Friedrich (* 1925)

- 1925: Karin Friedrich, deutsche Journalistin, Autorin und Schauspielerin

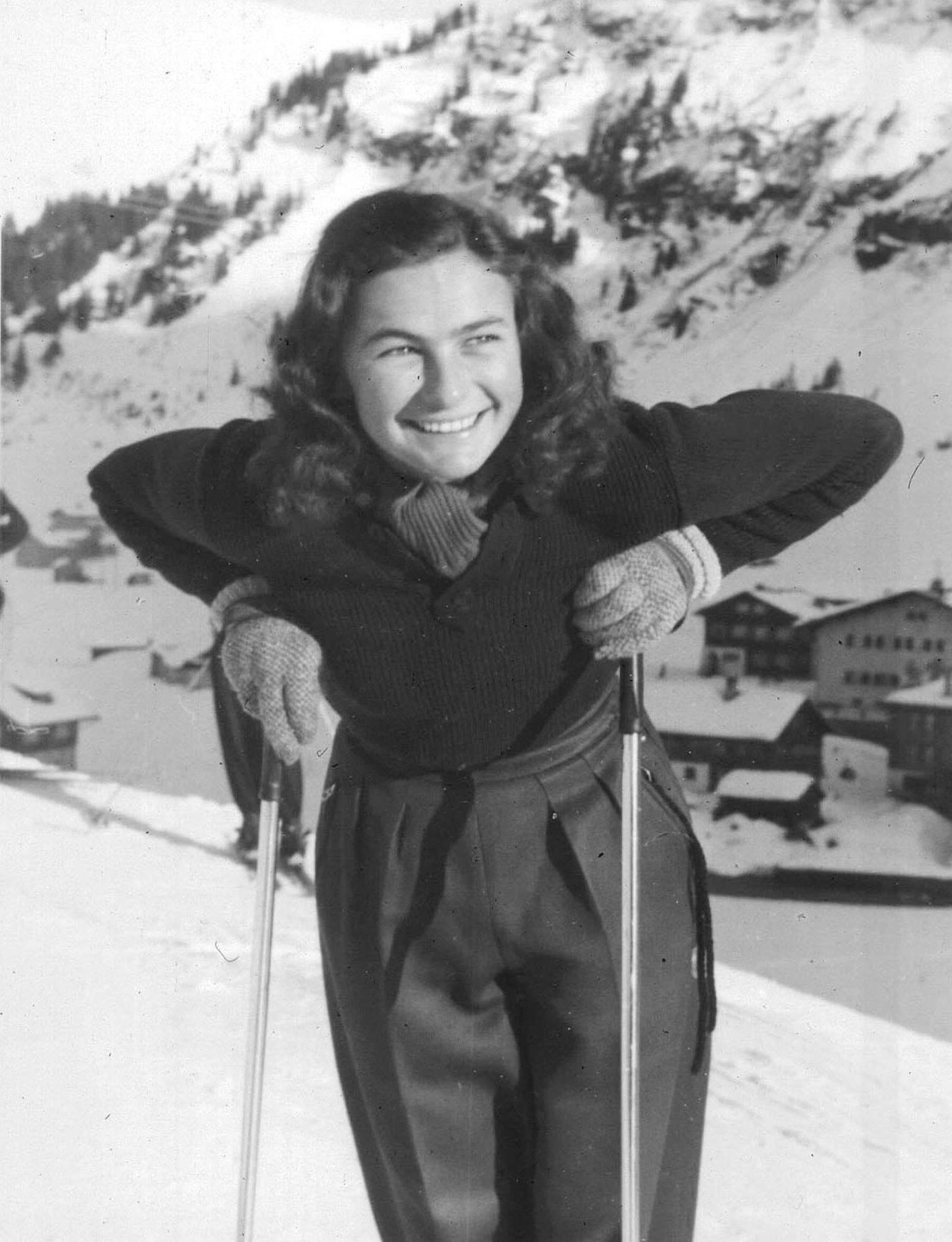
Hammerer Resi (* 1925)

- 1925: Resi Hammerer, österreichische Skirennläuferin
- 1925: George Kennedy, US-amerikanischer Schauspieler
- 1925: Alois Purgathofer, österreichischer Astronom

#### 1926–1950
- 1926: A. R. Ammons, US-amerikanischer Hochschullehrer und Dichter
- 1926: Klaus Bungert, deutscher Kommunalpolitiker, Oberbürgermeister Düsseldorfs
- 1927: Rik Battaglia, italienischer Schauspieler
- 1927: Eddy Bernard, französischer Jazz-Pianist
- 1928: Peter Arens, schweizerischer Schauspieler und TheaterregisseurEeva Kilpi (* 1928)

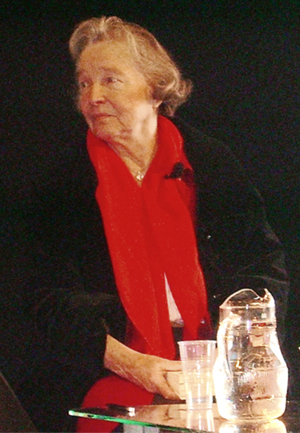
Eeva Kilpi (* 1928)

- 1928: Eeva Kilpi, finnische Schriftstellerin und Dichterin
- 1928: René Leudesdorff, deutscher Geistlicher und Autor
- 1929: Inge Brandenburg, deutsche Jazzsängerin und Theater-Schauspielerin
- 1929: Len Deighton, britischer Fotograf und Autor
- 1929: Eduardo Lagos, argentinischer Pianist, Komponist und Musikkritiker
- 1929: André Mathieu, kanadischer Pianist und Komponist
- 1929: Günther Schramm, deutscher Schauspieler, Fernsehmoderator und Sänger
- 1930: Gerd Aretz, deutscher Graphiker
- 1930: Bradley Smith, US-amerikanischer Revisionist
- 1931: Charles Chase, kanadischer Boxer
- 1931: Ruprecht Düll, deutscher Botaniker
- 1931: Rolf Losansky, deutscher RegisseurToni Morrison (* 1931)

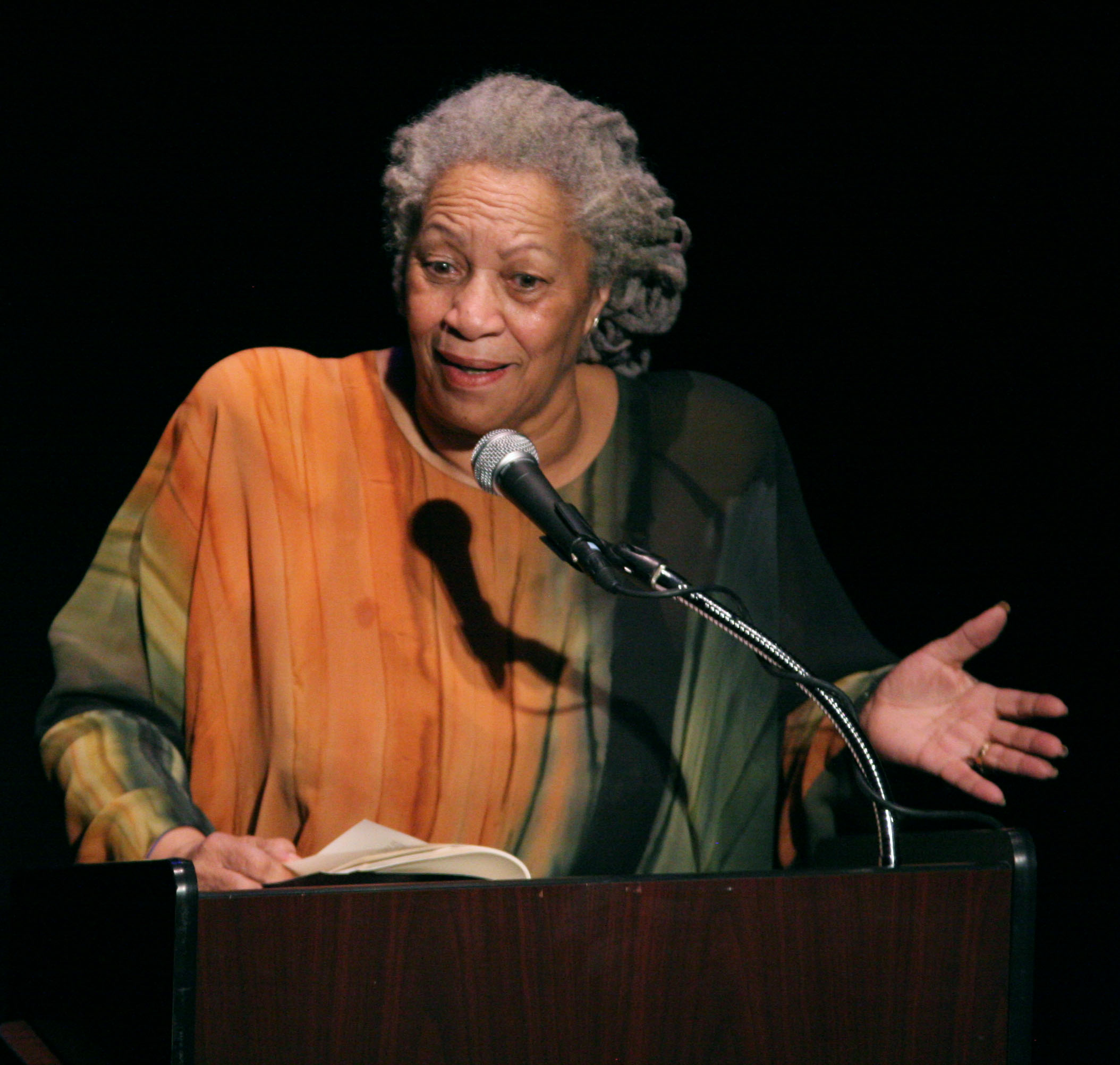
Toni Morrison (* 1931)

- 1931: Toni Morrison, US-amerikanische Schriftstellerin, Nobelpreisträgerin
- 1931: Margarete Müller, SED-Funktionärin
- 1931: Lydia Pfann, deutsche Turnerin
- 1931: Bob St. Clair, US-amerikanischer American-Football-Spieler
- 1931: Laura Valenzuela, spanische Fernsehmoderatorin und Schauspielerin
- 1932: Andreas Meyer-Hanno, deutscher Schwulenaktivist und Musikprofessor
- 1932: Miloš Forman, tschechischer Regisseur, Schauspieler und Drehbuchautor
- 1932: Wolfgang Mitzinger, deutscher Elektriker und Minister für Kohle und Energie der DDR
- 1933: Gerhard Frey, deutscher Verleger und Politiker, Vorsitzender der DVU

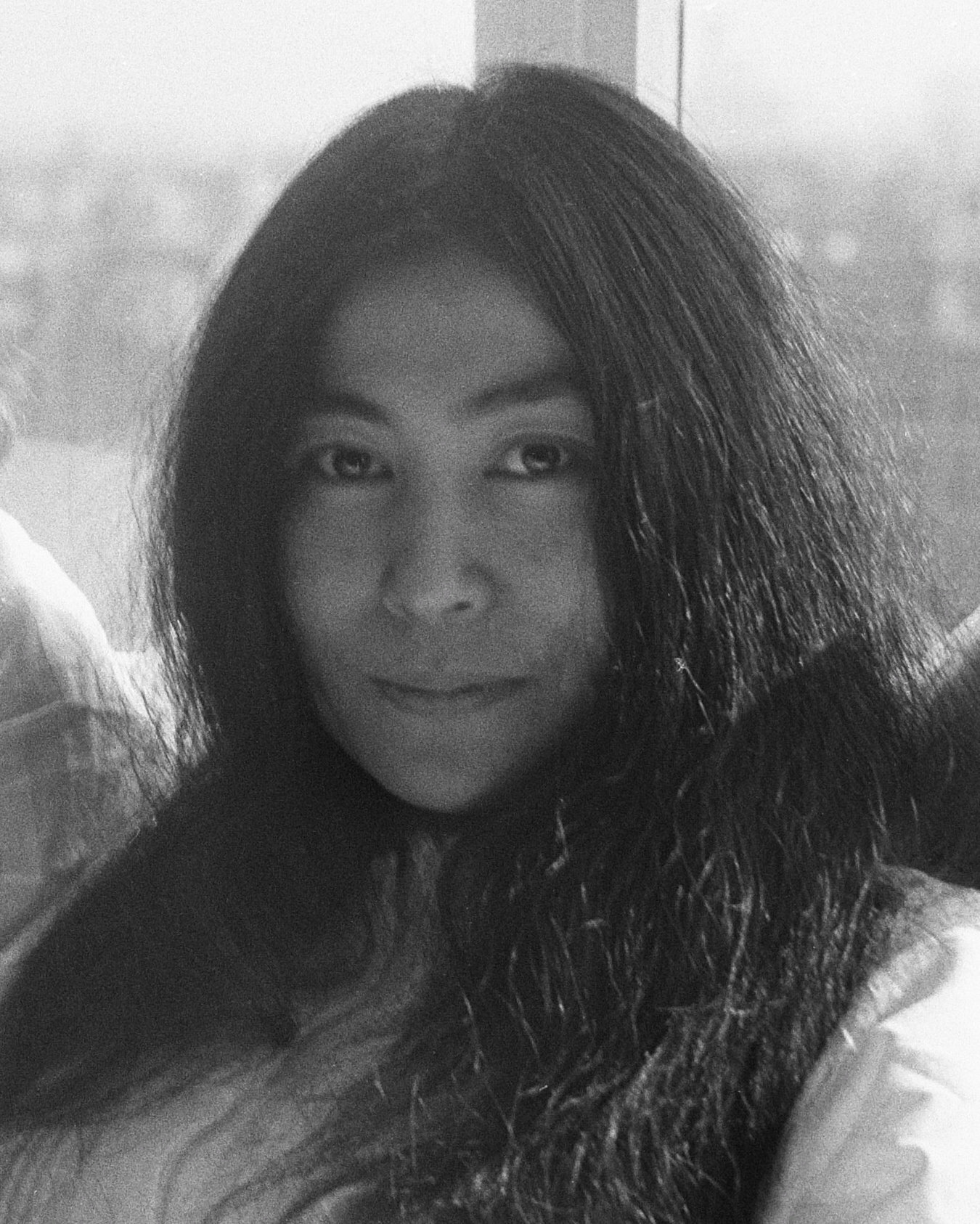
Yoko Ono (* 1933)

- 1933: Yoko Ono, japanisch-US-amerikanische Künstlerin und Sängerin
- 1933: Gerhard Rödding, deutscher Theologe und Politiker, MdL
- 1934: Skip Battin, US-amerikanischer Countryrock-Sänger und -Bassist
- 1934: Aldo Ceccato, italienischer Dirigent
- 1934: Anneli Klemetti, finnische Schwimmerin
- 1934: Paola Loew, österreichische Schauspielerin
- 1934: Heini Müller, deutscher Fußballspieler und -trainer
- 1936: Jean M. Auel, US-amerikanische Schriftstellerin
- 1936: Hans Otto Hahn, deutscher Theologe
- 1936: Ian Hacking, kanadischer Wissenschaftstheoretiker und Sprachphilosoph

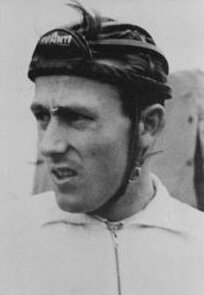
Egon Adler (* 1937)

- 1937: Egon Adler, deutscher Radsportler
- 1937: Rolf Jaeger, deutscher Handballspieler und -trainer
- 1937: Elisabeth Roloff, deutsche Organistin
- 1938: Louis-Marie Billé, französischer Kardinal und Erzbischof von Lyon
- 1938: Elke Erb, deutsche Lyrikerin und Schriftstellerin
- 1938: Sadanoyama Shinmatsu, japanischer Sumoringer, Vorsitzender des japanischen Sumoverbandes
- 1938: István Szabó, ungarischer Filmregisseur
- 1938: Manfred Wolter, deutscher Autor und Regisseur
- 1939: Marek Janowski, deutscher Dirigent
- 1939: Britt Kersten, deutsche Schlagersängerin
- 1939: Ray Lovejoy, britischer Filmeditor
- 1939: Federico Moleiro, venezolanischer Lyriker
- 1939: Marlos Nobre, brasilianischer Komponist
- 1940: Fabrizio De André, italienischer Liedermacher
- 1940: Charles Robert Jenkins, US-amerikanischer Soldat
- 1940: Anna Oppermann, deutsche bildende Künstlerin
- 1941: David Blue, US-amerikanischer Sänger und Songschreiber
- 1941: Lajos Dudas, ungarischer Jazz-Klarinettist
- 1942: Katsuaki Asai, japanischer Aikidō-Lehrer
- 1942: Martin Ness, deutscher Tischtennisspieler
- 1943: Andres Contreras, mexikanischer Autorennfahrer
- 1943: Rudolf Killias, Schweizer Eishockeytrainer:
- 1943: Johannes Schmitt, deutscher Leichtathlet
- 1945: Richard Lloyd, Autorennfahrer und Rennstallbesitzer
- 1945: Gérard Patté, französischer Autorennfahrer
- 1945: Gerd Neuser, deutscher Fußballtrainer
- 1947: Dennis DeYoung, US-amerikanischer Musiker
- 1947: Eliot Engel, US-amerikanischer Politiker
- 1947: Carlos Lopes, portugiesischer Leichtathlet
- 1947: Christina von Oranien-Nassau, niederländische Prinzessin von Oranien-Nassau
- 1948: Georg Brunnhuber, deutscher Politiker, MdB
- 1948: Sinéad Cusack, irische Schauspielerin
- 1948: Keith Knudsen, US-amerikanischer Schlagzeuger
- 1948: Eckart Modrow, deutscher Pädagoge und Autor
- 1949: Gary Ridgway, US-amerikanischer Serienmörder
- 1949: Hans-Georg Türstig, deutscher Schriftsteller und Übersetzer, Maler und Fotograf

#### 1951–1975
- 1951: Thomas Battenstein, deutscher Musiker
- 1951: Isabel Preysler, philippinisch-spanische Journalistin und ehemaliges Model
- 1951: Dick Stockton, US-amerikanischer Tennisspieler
- 1952: Hansjörg Aemisegger, Schweizer Radrennfahrer
- 1952: Efva Katarina Attling, schwedische Schauspielerin, Model und Schmuckdesignerin
- 1952: Randy Crawford, US-amerikanische Jazz- und Soulsängerin
- 1952: Juice Newton, US-amerikanische Country-Sängerin
- 1952: Johann Schneider-Ammann, Schweizer Unternehmer und Politiker
- 1953: Urs Bosshardt, Schweizer Schauspieler
- 1953: Ruedi Elsener, Schweizer Fußballspieler
- 1953: Mihkel Mutt, estnischer Schriftsteller
- 1954: Sigisbert Dolinschek, österreichischer Politiker
- 1954: Marty Howe, US-amerikanischer EishockeyspielerJohn Travolta (* 1954)

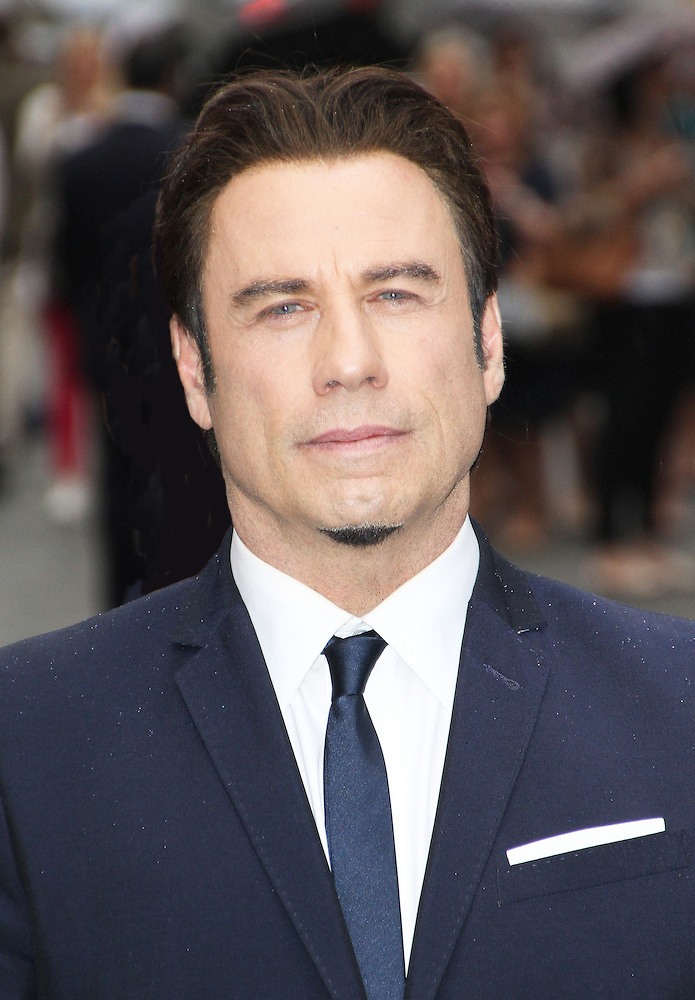
John Travolta (* 1954)

- 1954: John Travolta, US-amerikanischer Schauspieler, Tänzer, Produzent und Autor
- 1955: Dominique Delestre, französischer Autorennfahrer
- 1955: Manfred Hößl, deutscher Kirchenmusiker und Herausgeber von Musikeditionen
- 1956: Rüdiger Abramczik, deutscher Fußballspieler und -trainer
- 1956: Horst Ludwig Meyer, deutscher Terrorist der RAF
- 1956: Bruce Rauner, US-amerikanischer Politiker und Unternehmer
- 1957: Marita Koch, deutsche Leichtathletin
- 1957: Vanna White, US-amerikanische „Glücksradfee“
- 1958: Peter Kremer, deutscher Schauspieler
- 1958: Giovanni Lavaggi, italienischer Autorennfahrer
- 1959: Jayne Atkinson, US-amerikanische Schauspielerin
- 1959: Gerry Ehrmann, deutscher Fußballspieler
- 1959: Claus Weselsky, deutscher Lokführer und Gewerkschaftsfunktionär
- 1960: Dirk Brossé, belgischer Komponist und Dirigent
- 1960: Gazebo, italienischer Sänger und Songschreiber
- 1960: Greta Scacchi, italienische Filmschauspielerin
- 1960: Niggi Schmassmann, Schweizer Motorradrennfahrer
- 1961: Marion Aizpors, deutsche Schwimmerin
- 1961: Werner Biermeier, Schweizer SchauspielerArmin Laschet (* 1961)

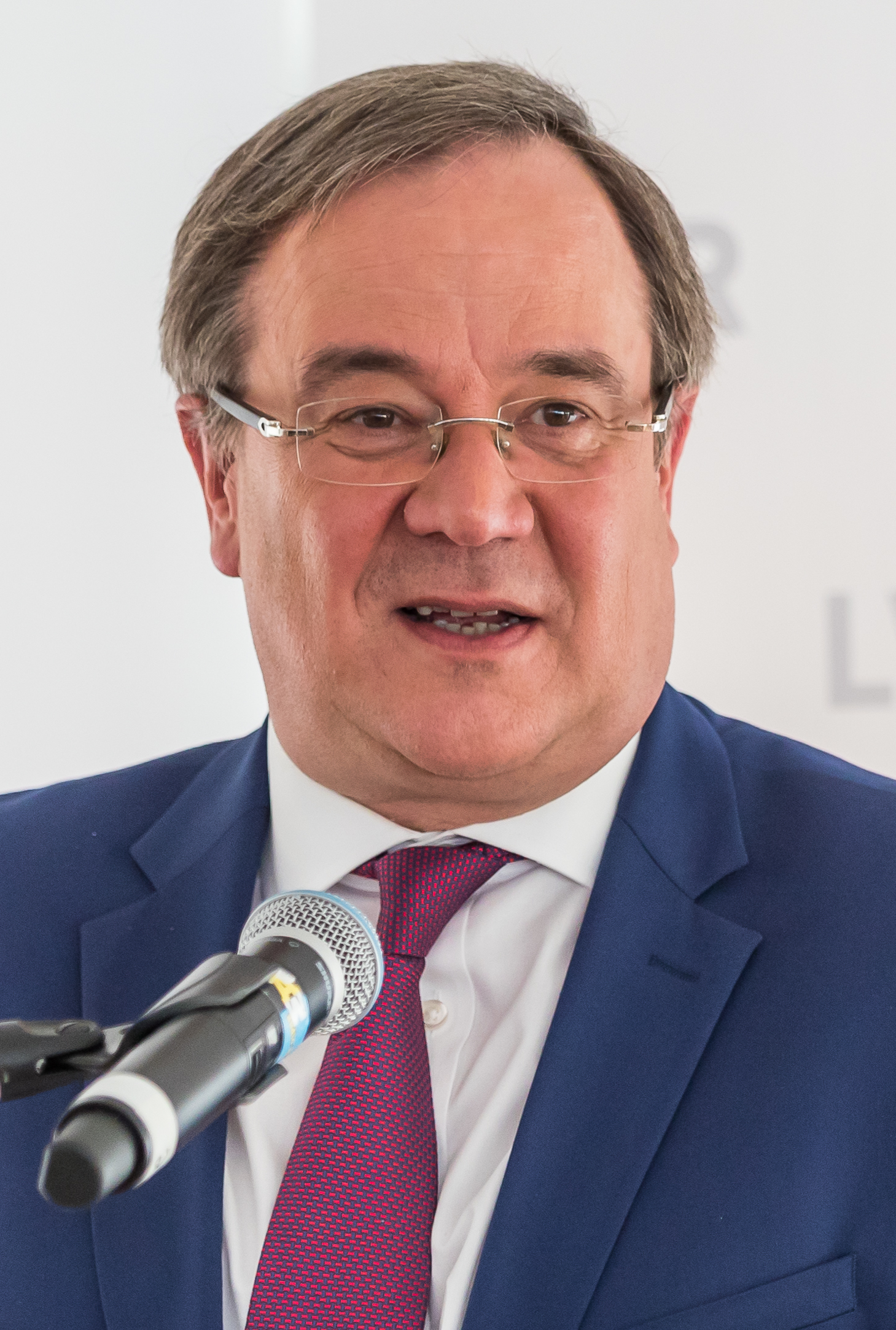
Armin Laschet (* 1961)

- 1961: Claudius Gros, deutscher Physiker
- 1961: Armin Laschet, deutscher Politiker, MdL, MdEP, Landesminister, Ministerpräsident
- 1961: Hagen Liebing, deutscher Musiker und leitender Musikredakteur
- 1961: Frank Schulz, deutscher Fußballspieler
- 1962: Moe Lemay, deutsch-kanadischer Eishockeyspieler
- 1962: Sandra Ravioli, Schweizer Ökonomin und Autorin
- 1963: Michel Der Zakarian, französischer Fußballspieler
- 1963: Anders Frisk, schwedischer Versicherungskaufmann und Fußballschiedsrichter
- 1963: Angelika Niebler, deutsche Rechtsanwältin, Politikerin und MdEP
- 1964: Matt Dillon, US-amerikanischer Schauspieler
- 1964: Brett Guthrie, US-amerikanischer Politiker
- 1964: Paul Hanley, britischer Musiker
- 1964: Jared Huffman, US-amerikanischer Politiker

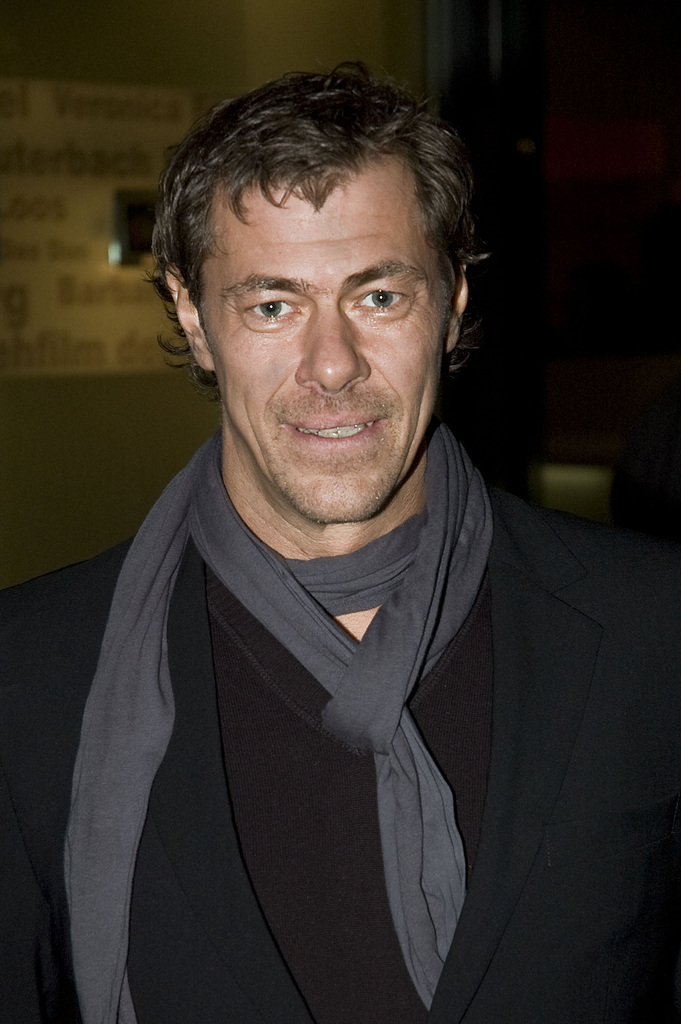
Sven Martinek auf der Berlinale 2008

- 1964: Sven Martinek, deutscher Schauspieler
- 1964: Jan Vogler, deutscher Cellist
- 1965: Monika Czernin, österreichische Autorin und Filmemacherin
- 1965: Dr. Dre, US-amerikanischer Rapper und Produzent
- 1965: Bettina Schausten, deutsche Journalistin und Moderatorin
- 1965: Rainer Schmidt, deutscher Tischtennisspieler
- 1966: Guy Ferland, US-amerikanischer Film- und Fernsehregisseur
- 1966: Dmitri Borissowitsch Konyschew, russischer Radrennfahrer
- 1966: Tamara Vidali, italienische AutomobilrennfahrerinRoberto Baggio (* 1967)

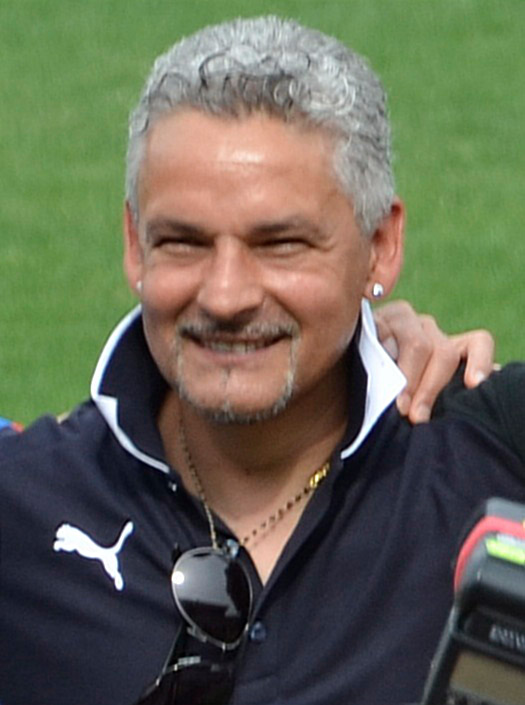
Roberto Baggio (* 1967)

- 1967: Roberto Baggio, italienischer Fußballspieler
- 1967: Colin Jackson, britischer Leichtathlet
- 1967: Michael Wittwer, deutscher Fußballspieler
- 1968: Robert Orth, deutscher Politiker
- 1968: Jukka Perko, finnischer Jazzsaxophonist
- 1968: Molly Ringwald, US-amerikanische Schauspielerin
- 1969: Alexander Gennadjewitsch Mogilny, russischer Eishockeyspieler
- 1970: Bonny G. Assan, deutscher Bassist und Songwriter
- 1970: Björn Casapietra, italienischer Tenor, Fernsehmoderator und Schauspieler
- 1970: Tim Crummenerl, deutscher Jurist und Richter am Bundesgerichtshof
- 1971: Jimmy Kelly, US-amerikanisch-deutscher Sänger, Songwriter und Gitarrist (Kelly Family)
- 1972: Khalid Al-Qassimi, arabischer Rallyefahrer
- 1972: Christine Aufderhaar, Schweizer Komponistin und PianistinJennifer Brown (* 1972)

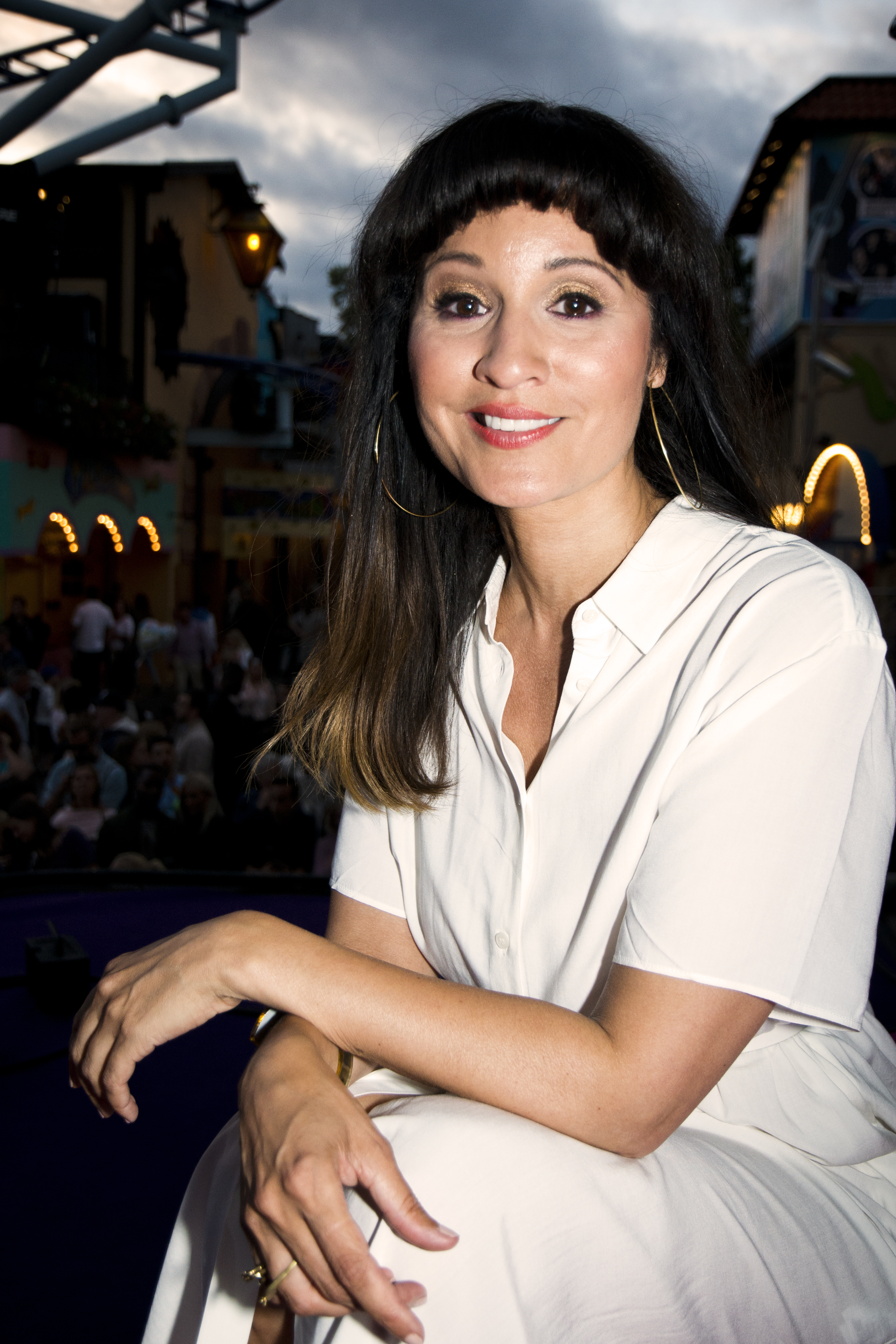
Jennifer Brown (* 1972)

- 1972: Jennifer Brown, schwedische Sängerin
- 1972: Oxana Kuschtschenko, russische Freestyle-Skierin
- 1973: Claude Makélélé, französischer Fußballspieler
- 1974: Julia Butterfly Hill, US-amerikanische Umweltaktivistin
- 1974: Urška Hrovat, slowenische Skirennläuferin
- 1974: Jewgeni Alexandrowitsch Kafelnikow, russischer Tennisspieler
- 1974: Mari Morrow, US-amerikanische Schauspielerin
- 1974: Mark Tavassol, deutscher Musiker und Arzt
- 1975: Gary Neville, englischer Fußballspieler
- 1975: Christo Schiwkow, bulgarischer Schauspieler
- 1975: Alexander Sholti, deutscher Schauspieler

#### 1976–2000
- 1976: Daniel Ernemann, deutscher Fußballspieler
- 1976: Chanda Rubin, US-amerikanische Tennisspielerin
- 1976: Thomas Schmidt, deutscher Kanute
- 1976: Tytti Tuppurainen, finnische Politikerin
- 1977: Hugo Cunha, portugiesischer Fußballspieler
- 1977: Beatrice Kaps-Zurmahr, deutsche Bühnen- und Filmschauspielerin
- 1977: Michael Pink, österreichischer Schauspieler, Sänger und Sprecher
- 1977: Kristoffer Polaha, US-amerikanischer SchauspielerOliver Pocher (* 1978)

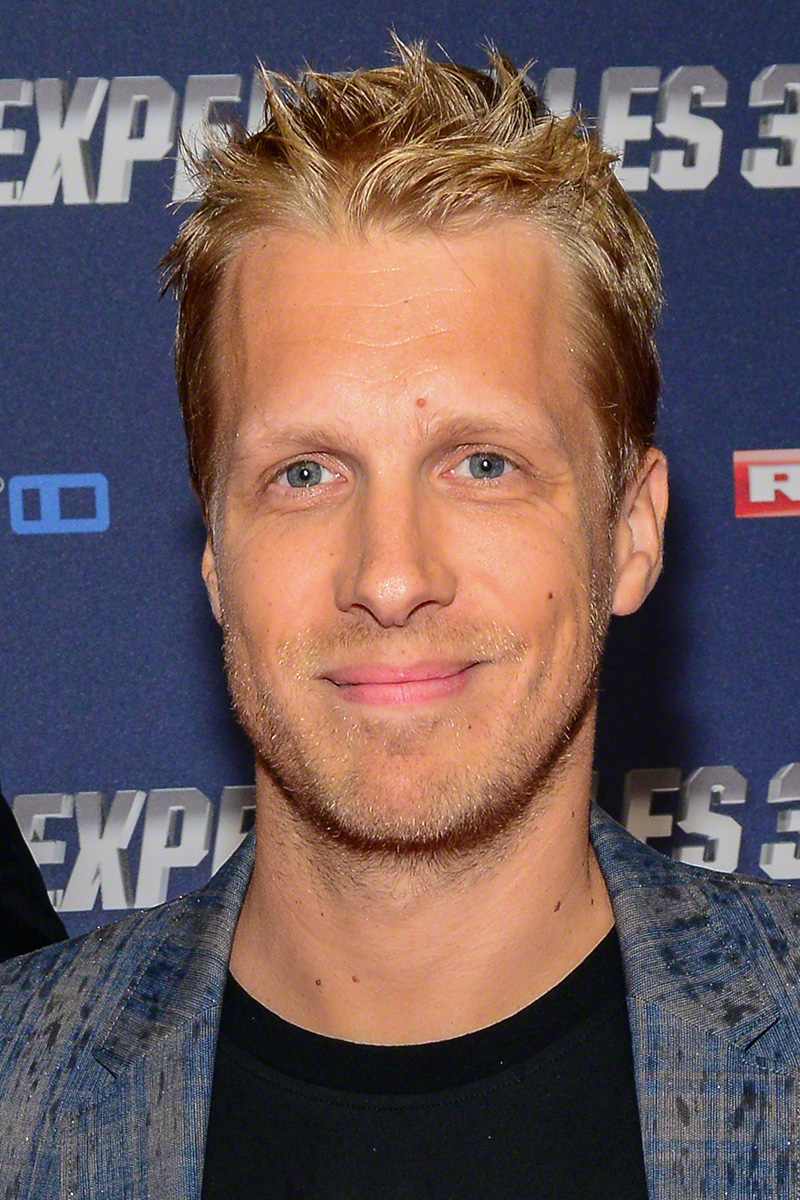
Oliver Pocher (* 1978)

- 1978: Oliver Pocher, deutscher Entertainer, Showmaster, Comedian und Schauspieler
- 1978: Manuel Horeth, österreichischer Mentaltrainer, Moderator, Autor und Mentalist
- 1978: Josip Šimunić, kroatischer Fußballspieler
- 1978: Rubén Xaus, spanischer Motorradrennfahrer
- 1980: Aivar Anniste, estnischer Fußballspieler
- 1980: Nikolai Alexandrowitsch Antropow, kasachischer Eishockeyspieler
- 1980: Bernd Friede, österreichischer Handballspieler
- 1981: Peng Bo, chinesischer Wasserspringer
- 1982: Courtney Act, australische Dragqueen
- 1982: Dmitri Nikolajewitsch Kokarew, russischer Schachspieler
- 1982: José Rujano, venezolanischer Radrennfahrer
- 1982: Juelz Santana, US-amerikanischer Rapper
- 1982: Christian Tiffert, deutscher Fußballspieler
- 1982: Radovan Vujanović, serbischer Fußballspieler
- 1982: Marcos Ferreira Xavier, aserbaidschanisch-brasilianischer Fußballspieler
- 1983: Pinar Erincin, deutsch-türkische Schauspielerin
- 1983: Monique Henderson, US-amerikanische Leichtathletin
- 1983: Jermaine Jenas, englischer Fußballspieler
- 1983: Ilja Sergejewitsch Rosljakow, russischer Skispringer
- 1983: Roberta Vinci, italienische Tennisspielerin
- 1984: Hansjörg Auer, österreichischer Kletterer
- 1984: Nora Binder, deutsche Schauspielerin
- 1984: Carlos Kameni, französisch-kamerunischer Fußballspieler
- 1984: Nick McDonell, US-amerikanischer Schriftsteller
- 1984: Juan Carlos Menseguez, argentinischer Fußballspieler
- 1985: Anton Ferdinand, englischer Fußballspieler
- 1985: Chelsea Hobbs, kanadische Schauspielerin
- 1985: Lee Boyd Malvo, US-amerikanischer Serienmörder
- 1986: Favorite, deutscher RapperAlessandra Mastronardi (* 1986)

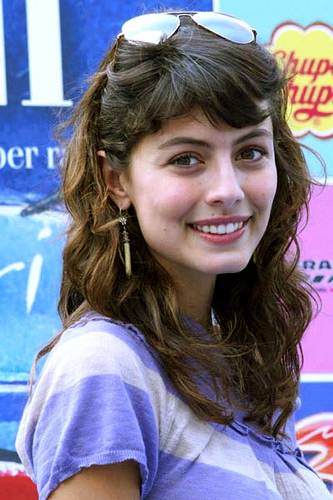
Alessandra Mastronardi (* 1986)

- 1986: Alessandra Mastronardi, italienische Schauspielerin
- 1986: Marc Torrejón, spanischer FußballspielerMichela Cerruti (* 1987)

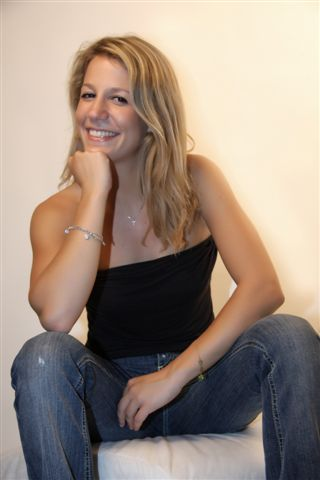
Michela Cerruti (* 1987)

- 1987: Michela Cerruti, italienische Autorennfahrerin
- 1987: Cristian Tănase, rumänischer Fußballspieler
- 1987: Māris Vartiks, lettischer Billardspieler
- 1987: Johannes Walbaum, deutscher Fußballspieler
- 1988: Roman Neustädter, russischer Fußballspieler
- 1988: Maiara Walsh, US-amerikanische Schauspielerin
- 1988: Andreas Wank, deutscher Skispringer
- 1988: Ermin Zec, bosnisch-herzegowinischer Fußballspieler
- 1989: Xue Chen, chinesische Beachvolleyballspielerin
- 1989: Penny Pax, US-amerikanische Pornodarstellerin
- 1989: Margie Santimaria, italienische Triathletin
- 1989: SuRie, britische Sängerin und Songwriterin
- 1990: Iryna Hlibko, ukrainische Handballspielerin
- 1990: Bryan Oviedo, costa-ricanischer Fußballspieler
- 1990: Taner Yalçın, deutsch-türkischer Fußballspieler
- 1990: Zsanett Jakabfi, ungarische Fußballspielerin
- 1991: Waverly S. Austin, US-amerikanisch-deutscher Basketballspieler
- 1991: Esther Garrel, französische Schauspielerin
- 1991: Malese Jow, US-amerikanische Schauspielerin und Sängerin
- 1991: Sebastian Neumann, deutscher Fußballspieler
- 1991: Steve Whitney, US-amerikanischer Eishockeyspieler
- 1992: Maximilian Lipp, deutscher Handballspieler
- 1992: Daniel Offenbacher, österreichischer Fußballspieler
- 1993: Kentavious Caldwell-Pope, US-amerikanischer Basketballspieler
- 1993: Daniel Yule, Schweizer Skirennfahrer
- 1994: J-Hope, südkoreanischer Rapper (BTS)
- 1994: Jennifer Onasanya, niederländisch-österreichische Bobsportlerin
- 1995: Nathan Aké, niederländischer Fußballspieler
- 1996: Tamás Szántó, ungarischer Fußballspieler
- 1997: Enis Bytyqi, deutsch-kosovarischer Fußballspieler
- 1997: Konstanze Klosterhalfen, deutsche Leichtathletin
- 1997: Luca Marseiler, deutscher Fußballspieler
- 1998: Simone Lo Faso, italienischer Fußballspieler
- 2000: Giacomo Raspadori, italienischer Fußballspieler

### 21. Jahrhundert
- 2001: Klara Andrijašević, kroatische Leichtathletin
- 2002: Adam Gawlas, tschechischer Dartspieler
- 2003: Yuki Kunii, japanischer Motorradrennfahrer
- 2003: Maxim Rausch, deutscher Eishockeyspieler

## Gestorben

### Vor dem 16. Jahrhundert
- 0453: Aelia Pulcheria, oströmische Regentin und Kaisergattin
- 0675: Colman von Lindisfarne, irischer Abt
- 0814: Angilbert, fränkischer Hofkaplan, Diplomat und Dichter
- 0853: ʿAbd al-Malik ibn Habīb, islamischer Rechtsgelehrter
- 0901: Thabit ibn Qurra, syrischer Universal-Gelehrter
- 0999: Gregor V., Papst
- 1126: Gebhard II., Herr zu Querfurt
- 1126: Otto II., Herzog von Olmütz und Brünn
- 1139: Jaropolk II., Großfürst der Kiewer Rus
- 1162: Theotonius, erster Heiliger von Portugal
- 1186: Dietbert von Bussnang, Abt von St. Blasien
- 1187: Gilbert Foliot, Bischof von Hereford und Bischof von London
- 1190: Otto der Reiche, Markgraf von Meißen
- 1218: Berthold V., letzter Herzog von Zähringen
- 1221: Dietrich der Bedrängte, Markgraf von Meißen
- 1274: Jakob Erlandsen, Erzbischof von Lund
- 1294: Kublai Khan, Enkel Dschingis Khans und mongolischer Herrscher
- 1316: Nikolaus II., Herr zu Werle
- 1379: Albrecht II., Herzog von Mecklenburg
- 1397: Enguerrand VII. de Coucy, Herr von Coucy
- 1445: Maria von Aragon, Königin von Kastilien und Leon
- 1455: Fra Angelico, italienischer Dominikaner und Maler der Frührenaissance
- 1474: Katharina von Hoya, deutsche Äbtissin des Klosters Wienhausen
- 1478: George Plantagenet, 1. Duke of Clarence, Sohn des Herzogs Richard von York

### 16. und 17. Jahrhundert
- 1502: Hedwig Jagiellonica, Prinzessin von Polen und Herzogin von Bayern-Landshut
- 1535: Heinrich Cornelius Agrippa von Nettesheim, deutscher Universalgelehrter, Theologe, Jurist, Arzt und Philosoph
- 1539: Andreas Knöpken, deutscher Priester und erster Reformator RigasMartin Luther († 1546)

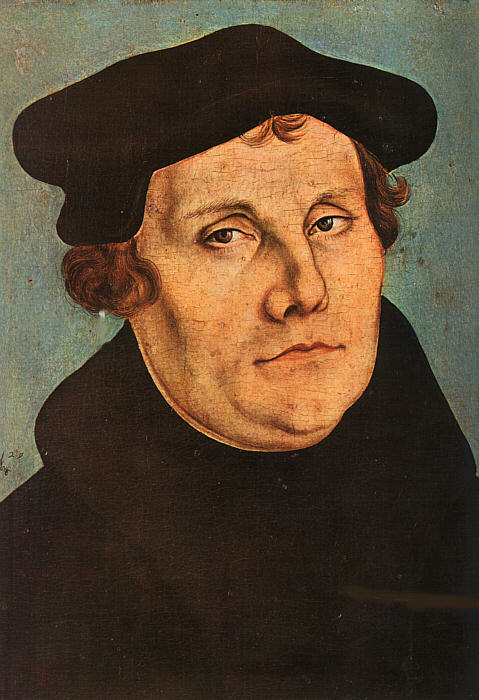
Martin Luther († 1546)

- 1546: Martin Luther, deutscher theologischer Urheber und Lehrer der Reformation
- 1556: Johann V. von Isenburg, Erzbischof und Kurfürst von Trier
- 1558: Eleonore von Kastilien, Erzherzogin von Österreich, Prinzessin von Spanien und Königin von Portugal und Frankreich
- 1564: Elisabeth von Pfalz-Simmern, Gräfin von Erbach
- 1564: Michelangelo, italienischer Bildhauer, Maler und Dichter
- 1564: Diego López de Zúñiga y Velasco, spanischer Offizier und Vizekönig von Peru
- 1574: Johann Isenmann, deutscher lutherischer Theologe und Reformator
- 1587: Maria Stuart, Königin von Schottland und Frankreich
- 1589: Tilemann Stella, deutscher Bibliothekar, Mathematiker, Geometer, Kartograf und Astronom
- 1598: Pedro Martínez, spanischer Missionar des Augustinerordens
- 1603: Claude Catherine de Clermont, französische Salonnière
- 1654: Jacob Bünting, deutscher Jurist und Bürgermeister
- 1663: Wolfgang Kilian, deutscher Kupferstecher
- 1675: Marie Eleonore von Brandenburg, brandenburgische Prinzessin, Pfalzgräfin, Regentin von Pfalz-Simmern
- 1679: Anne Conway, englische Philosophin
- 1682: Pierre Dupuis, französischer Stilllebenmaler
- 1682: Baldassare Longhena, italienischer Baumeister
- 1683: Nicolaes Pietersz. Berchem, niederländischer Maler
- 1686: Georg Henrich Wagner, deutscher Orgelbauer
- 1689: Johann Christfried Sagittarius, deutscher Kirchenhistoriker und lutherischer Theologe
- 1692: Wang Fuzhi, chinesischer Philosoph, Historiker und politischer Analyst
- 1695: William Phips, neuenglischer Abenteurer, Militär und Politiker, Gouverneur von Massachusetts
- 1700: Bodo von Bodenhausen, kurmainzischer Oberlandgerichtsrat

### 18. Jahrhundert
- 1703: Thomas Hyde, englischer Orientalist und Sprachwissenschaftler
- 1703: Jelena Zrinski, kroatische Adelige
- 1704: Johann Philipp von Arco, kaiserlicher Feldmarschall-Leutnant
- 1708: Wilhelm Rettinghaus, deutscher Amerikamigrant, mennonitischer Prediger und Papierfabrikant in Pennsylvania
- 1710: Robert Atkyns, englischer Jurist und Staatsmann
- 1712: Louis de Bourbon, duc de Bourgogne, französischer Kronprinz, Vater Ludwigs XV.
- 1722: Charlotte Amalie von Hessen-Wanfried, Fürstin in Siebenbürgen
- 1726: Adam Mikołaj Sieniawski, polnischer Adeliger und Beamter, Großhetman der polnischen Krone
- 1732: Balthasar Permoser, deutscher Bildhauer
- 1733: Lambert Friedrich Corfey, deutscher Architekt und Militäringenieur
- 1734: Franz Woken, deutscher Pädagoge, Historiker, Sprachwissenschaftler und lutherischer Theologe
- 1743: Anna Maria Luisa de’ Medici, Kurfürstin von der Pfalz
- 1743: Wilhelm Hyacinth, Prinz von Oranien
- 1745: Nicola Fago, italienischer Komponist
- 1748: Otto Ferdinand von Abensperg und Traun, österreichischer Feldmarschall
- 1750: Georg Bernhard Bilfinger, württembergischer Philosoph, Baumeister, Mathematiker und Theologe
- 1751: Giuseppe Matteo Alberti, italienischer Komponist und Violinist
- 1772: Johann Hartwig Ernst von Bernstorff, deutscher Diplomat und dänischer Außenminister
- 1779: Adam Friedrich von Seinsheim, Fürstbischof von Bamberg
- 1796: Eberhard Gaupp, Schweizer Kaufmann
- 1799: Constantin Hangerli, Fürst der Walachei
- 1799: Johann Hedwig, deutscher Arzt und Botaniker

### 19. Jahrhundert
- 1802: Valentin Dietloff von Arnim, preußischer Jurist
- 1803: Johann Wilhelm Ludwig Gleim, deutscher Dichter
- 1804: Ludwig Friedrich August von Cölln, deutscher Prediger und Autor
- 1806: Brigida Banti, italienische Opernsängerin (* 1755)Sophie von La Roche († 1807)

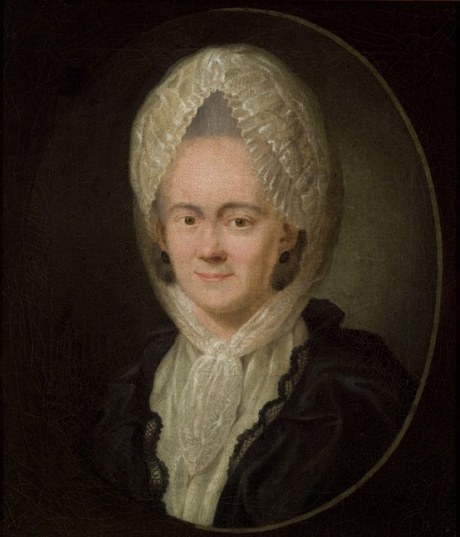
Sophie von La Roche († 1807)

- 1807: Sophie von La Roche, eine der ersten finanziell unabhängigen Berufsschriftstellerinnen in Deutschland
- 1811: Pierre-Frédéric Larguier des Bancels, französisch-schweizerischer Kaufmann, Sklavenhändler und Plantagenbesitzer (* 1738)
- 1814: Paul Freiherr von Davidovich, österreichischer General
- 1822: Christian Hermann Schöne, deutscher Jurist und Kommunalpolitiker
- 1826: Gotthelf Ehrenfried Richter, preußischer Gutsbesitzer und Beamter
- 1826: Ludwig von Taubadel, preußischer Landrat
- 1829: Johann Georg Daniel Arnold, deutscher Jurist und Schriftsteller
- 1829: Jan Křtitel Kuchař, tschechischer Komponist
- 1837: Augusta von Goldstein, deutsche Schriftstellerin
- 1838: Francisco Javier Venegas, spanischer Offizier, Kolonialverwalter und Vizekönig von Neuspanien
- 1840: Elisabeth Christine Ulrike von Braunschweig-Wolfenbüttel, Tochter von Herzog Karl I.
- 1843: Karl Rikli, Schweizer evangelischer Geistlicher
- 1848: Joseph Gerhard Zuccarini, deutscher Botaniker
- 1849: Johann Georg Baur, deutscher Politiker
- 1851: Carl Gustav Jacob Jacobi, deutscher Mathematiker
- 1854: Thomas Eastoe Abbott, englischer Dichter
- 1857: Francis Egerton, 1. Earl of Ellesmere, britischer Schriftsteller und Kunstliebhaber
- 1857: Jean-Louis Pierrot, Präsident von Haiti
- 1861: Theodor Mügge, deutscher Schriftsteller
- 1866: Ferdinand Wolf, österreichischer Romanist
- 1873: Wassil Lewski, bulgarischer Freiheitskämpfer
- 1877: Ernst Ludwig von Gerlach, deutscher Publizist und Politiker
- 1883: Conrad Hoff, deutscher Maler
- 1887ː Nakayama Miki, japanische ReligionsgründerinGyula Andrássy († 1890)

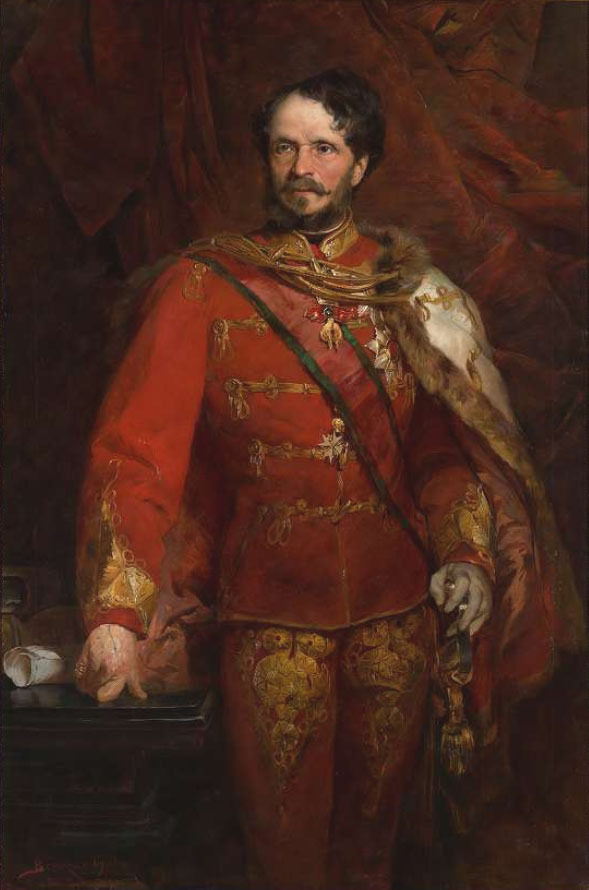
Gyula Andrássy († 1890)

- 1890: Gyula Andrássy, österreich-ungarischer Politiker
- 1890: August Hartel, deutscher Architekt
- 1891: Henry Hastings Sibley, US-amerikanischer Politiker, Mitglied des US-Repräsentantenhauses für Wisconsin und Minnesota, Gouverneur von Minnesota
- 1892: Lucien Dautresme, französischer Politiker und Komponist
- 1894ː Sidonie de la Houssaye, US-amerikanische Schriftstellerin
- 1894: Camillo Sivori, italienischer Komponist und Violinist
- 1895: Carl Johann Theodor Abs, deutsche Ringer
- 1895: Albrecht von Österreich-Teschen, österreichischer Erzherzog und Feldherr
- 1896: Charles Umpherston Aitchison, britischer Kolonialbeamter
- 1899: Philipp Galen, deutscher Schriftsteller und Arzt
- 1899: Maria Immaculata von Neapel-Sizilien, Prinzessin von Bourbon, beider Sizilien und Erzherzogin von Österreich-Toskana
- 1899: Sophus Lie, norwegischer Mathematiker
- 1900: Eugenio Beltrami, italienischer Mathematiker
- 1900ː Adele Berger, österreichische Schriftstellerin

### 20. Jahrhundert

#### 1901–1950

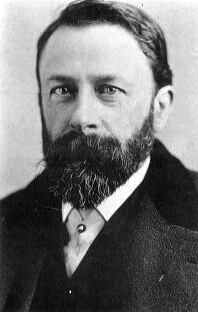
Albert Bierstadt († 1902)

- 1902: Albert Bierstadt, deutsch-US-amerikanischer Maler
- 1902: Sigismund Wilhelm Koelle, deutscher Missionar und Sprachforscher
- 1902: Charles Lewis Tiffany, US-amerikanischer Juwelier
- 1906: Adolph von Asch, deutscher General
- 1914: Hermann Rietschel, Begründer der Heizungs- und Klimatechnik
- 1915: Harry Ward Leonard, US-amerikanischer Elektroingenieur
- 1920: August Schaper, deutscher Orgelbauer
- 1921: Emil Monz, deutscher Pilot
- 1922: Hugo Spieler, deutscher Bildhauer
- 1924: Victor Capoul, französischer Opernsänger
- 1927: Paul Steindorff, US-amerikanischer Dirigent
- 1930: Adolf Köster, deutscher Politiker und Diplomat, Reichsminister
- 1931: Milan von Šufflay, kroatischer Historiker und PolitikerFriedrich August III. († 1932)

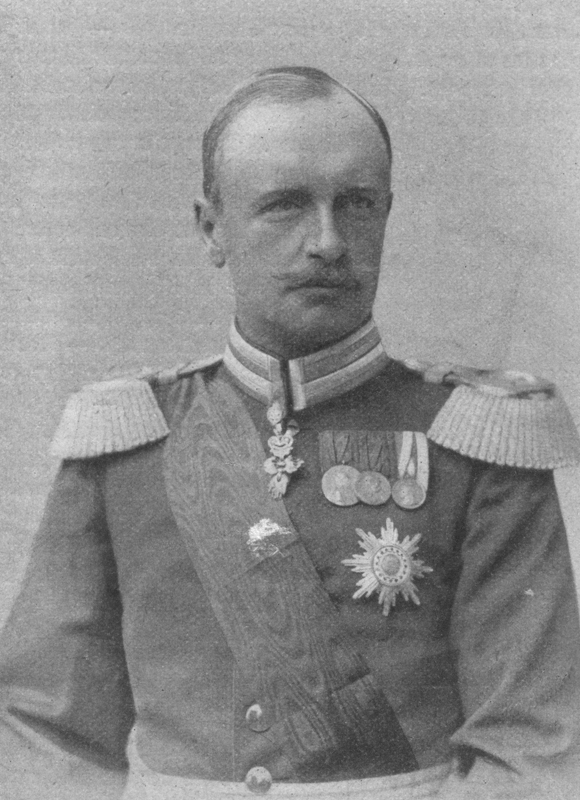
Friedrich August III. († 1932)

- 1932: Friedrich August III., letzter König von Sachsen
- 1933: Franz Amecke, deutscher Pfarrer
- 1933: Arnold Mendelssohn, deutscher Komponist
- 1935: Arturo Pellerano Alfau, dominikanischer Kaufmann und Journalist
- 1935ː Benita von Falkenhayn, deutsche Spionin
- 1936: Carl Peters, Kölner Unternehmer
- 1937: Lamartine Griffin Hardman, US-amerikanischer Politiker
- 1937: Henni Lehmann, deutsche Künstlerin und Autorin
- 1937: Grigori Ordschonikidse, sowjetischer Politiker
- 1938: Edward Anseele, belgischer Politiker
- 1938: Leopoldo Lugones, argentinischer Dichter und Essayist
- 1939: Okamoto Kanoko, japanische Schriftstellerin
- 1939: Jakub Lorenc-Zalěski, sorbischer Schriftsteller und Publizist
- 1940: Rudy Wiedoeft, US-amerikanischer Saxophonist
- 1941: Alfred Ackermann-Teubner, deutscher Verleger und Buchhändler
- 1944: Albert Südekum, deutscher Journalist und SPD-Politiker
- 1945: Dmitri Karbyschew, russischer sowjetischer General
- 1946: Frédéric Auckenthaler, schweizerischer Eishockeyspieler
- 1946: Theodor Veidl, deutscher Komponist
- 1947: Joachim Ernst von Anhalt-Dessau, letzter Herzog von Anhalt
- 1948: Renato Balestrero, italienischer Automobilrennfahrer
- 1949: Niceto Alcalá Zamora, spanischer Politiker, Minister- und Staatspräsident

#### 1951–2000
- 1952: Cliff Aeros, deutscher Zirkusunternehmer, Sensationsdarsteller, Artist und DompteurJohannes Antonius James Barge († 1952)

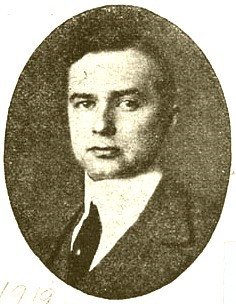
Johannes Antonius James Barge († 1952)

- 1952: Johannes Antonius James Barge, niederländischer Anatom
- 1955: André de Victor, französischer Autorennfahrer
- 1956: Gustave Charpentier, französischer Komponist
- 1956: Peter Rohr, rumäniendeutscher Komponist und Dirigent
- 1957: Dedan Kimathi, Rebellenführer im Mau-Mau-Aufstand in Kenia
- 1957: Henry Norris Russell, US-amerikanischer Astronom
- 1958: Jaroslav Kvapil, tschechischer Komponist
- 1958: Luigi Spazzapan, italienischer Maler und Bildhauer
- 1959: Alfred Alessandrescu, rumänischer Komponist, Dirigent, Pianist, Hochschullehrer und Musikkritiker
- 1959: Hermann Foppa, österreichischer Politiker
- 1959: Erich Zeisl, österreichischer Komponist und Musikpädagoge
- 1961: Arnoldus Johannes Petrus van den Broek, niederländischer Anatom
- 1962: Friedrich Ernst Peters, deutscher Schriftsteller
- 1963: Sareh I., Katholikos des Großen Hauses von Kilikien der Armenischen Apostolischen Kirche
- 1966: Casimir von Pászthory, ungarisch-österreichischer Komponist
- 1966: Robert Rossen, US-amerikanischer Drehbuchautor, Filmregisseur und Produzent
- 1967: Manuel Palau Boix, spanischer Komponist und ProfessorRobert Oppenheimer († 1967)

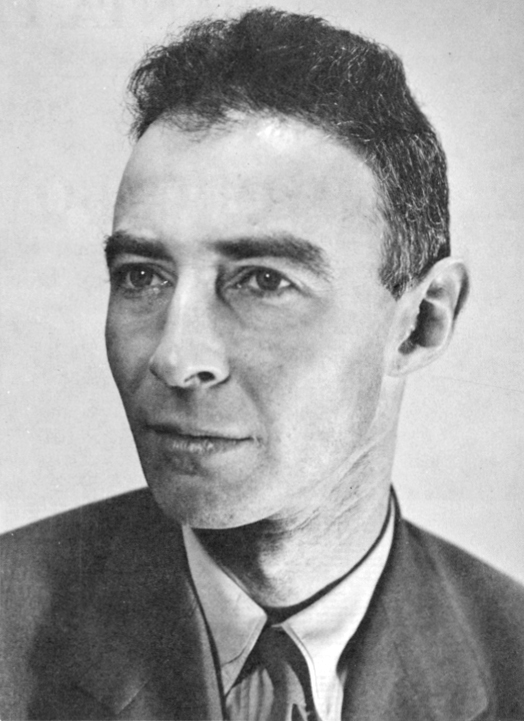
Robert Oppenheimer († 1967)

- 1967: Robert Oppenheimer, US-amerikanischer Physiker deutsch-jüdischer Abstammung („Vater der Atombombe“)
- 1968: August Ackermann, Schweizer Pfarrer und Publizist
- 1968: Richard Goodchild, britischer Provinzialrömischer Archäologe
- 1969: Otto Wemper, deutscher Forstmann
- 1970: Bob Russell, US-amerikanischer Liedtexter und Komponist
- 1971: Alfred Gille, deutscher Politiker und Jurist, MdL, MdB
- 1971: Fritz Schori, Schweizer Komponist und Dirigent
- 1972: Erwin Hinze, deutscher Politiker (SPD/SED), Oberbürgermeister in Frankfurt (Oder)
- 1973: Frank Costello, US-amerikanischer Gangsterboss
- 1974: Manuel Apolinario Odría Amoretti, peruanischer General und Politiker, Präsident der Militärregierung
- 1974: Bernard Voorhoof, belgischer Fußballspieler
- 1975: Franz Hofer, Gauleiter der NSDAP von Tirol und Vorarlberg
- 1976: Karl Heinz Abshagen, deutscher Jurist, Journalist, Reiseschriftsteller und Biograf
- 1976: Anton Betzner, deutscher Schriftsteller, Essayist und Hörspielautor
- 1978: Maggie McNamara, US-amerikanische Schauspielerin
- 1978: Franz Josef Tripp, deutscher Zeichner und Illustrator
- 1979: Nadseja Abramawa, belarussische Politikerin, Aktivistin und Publizistin
- 1981: John Knudsen Northrop, US-amerikanischer Industrieller und FlugzeugkonstrukteurNgaio Marsh († 1982)

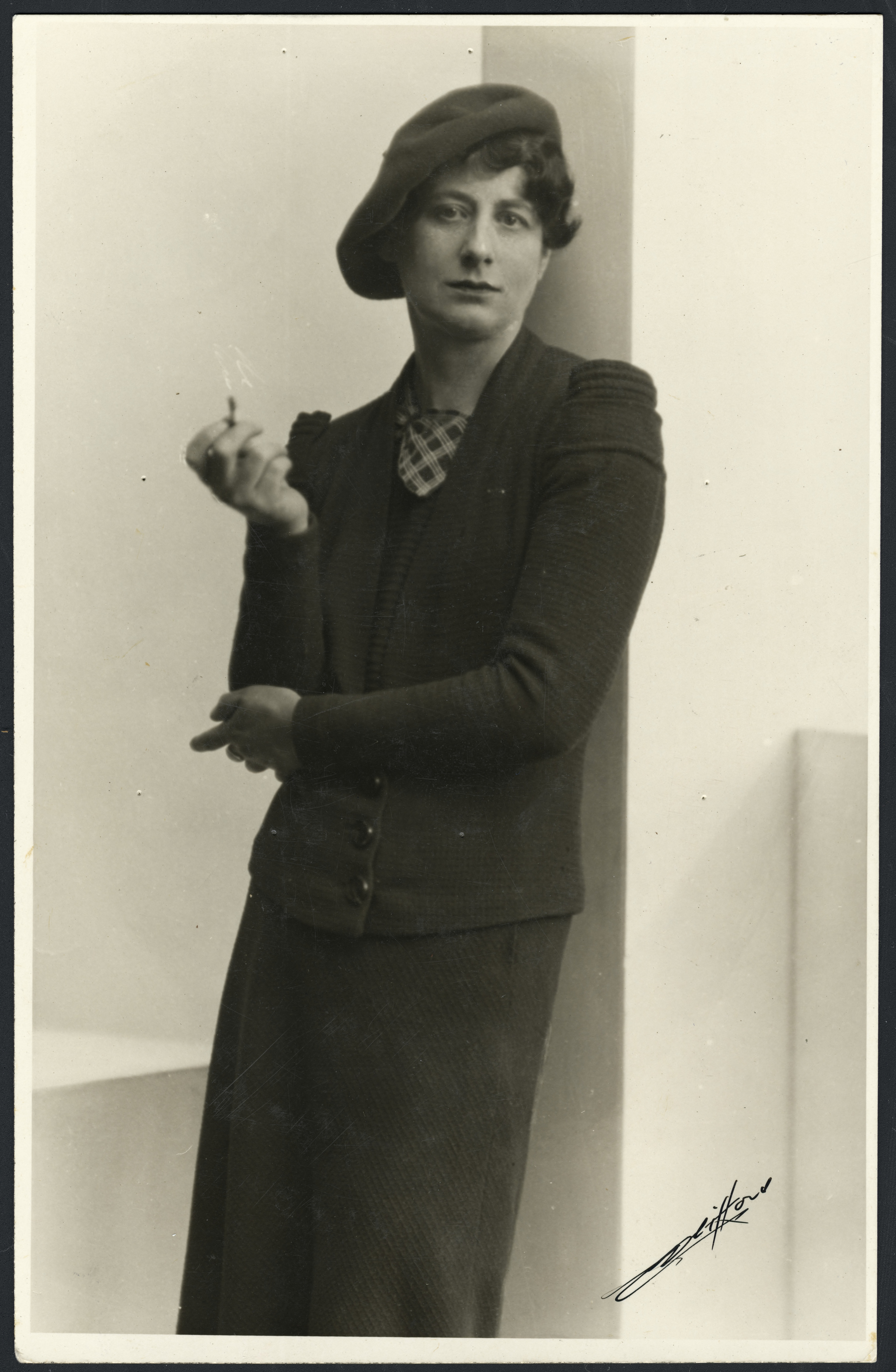
Ngaio Marsh († 1982)

- 1982: Ngaio Marsh, neuseeländische Schriftstellerin
- 1984: Jakob Miltz, deutscher Fußballspieler
- 1985: Willy Alberti, niederländischer Sänger
- 1985: Gábor Darvas, ungarischer Komponist und Musikwissenschaftler
- 1986: Václav Smetáček, tschechischer Dirigent und Komponist
- 1991: Eugene Fodor, ungarisch-amerikanischer Schriftsteller und Herausgeber von Reiseliteratur
- 1991: Renate Kern, deutsche Schlagersängerin
- 1992: Ian Armit, britischer Blues- und Jazzpianist
- 1992: Sylvain Arend, belgischer Astronom
- 1992: Jovana Rapport, serbische Schachspielerin
- 1993: Willi Marxsen, deutscher Theologe und Neutestamentler
- 1993: Erwin Thiesies, deutscher Rugbyspieler und -trainer, siebzehnfacher DDR-Meister
- 1994: Annemarie Ackermann, deutsche Politikerin, MdB
- 1994: Ilse Essers, deutsche Ingenieurin
- 1994: Gudrun Loewe, deutsche Prähistorikerin
- 1996: Andy Marefos, US-amerikanischer American-Football-Spieler
- 1996: Josef Meinrad, österreichischer Kammerschauspieler
- 1999: Margaret Drynan, kanadische Organistin und Chorleiterin, Komponistin und Musikpädagogin
- 1999: Andreas Feininger, US-amerikanischer Fotograf
- 1999: Wilhelm Wehren, deutscher Politiker, MdL

### 21. Jahrhundert
- 2001: Hermann Adler, deutscher Schriftsteller und Publizist
- 2001: Balthus, polnisch-französischer Maler
- 2001: Dale Earnhardt, US-amerikanischer NASCAR-Fahrer

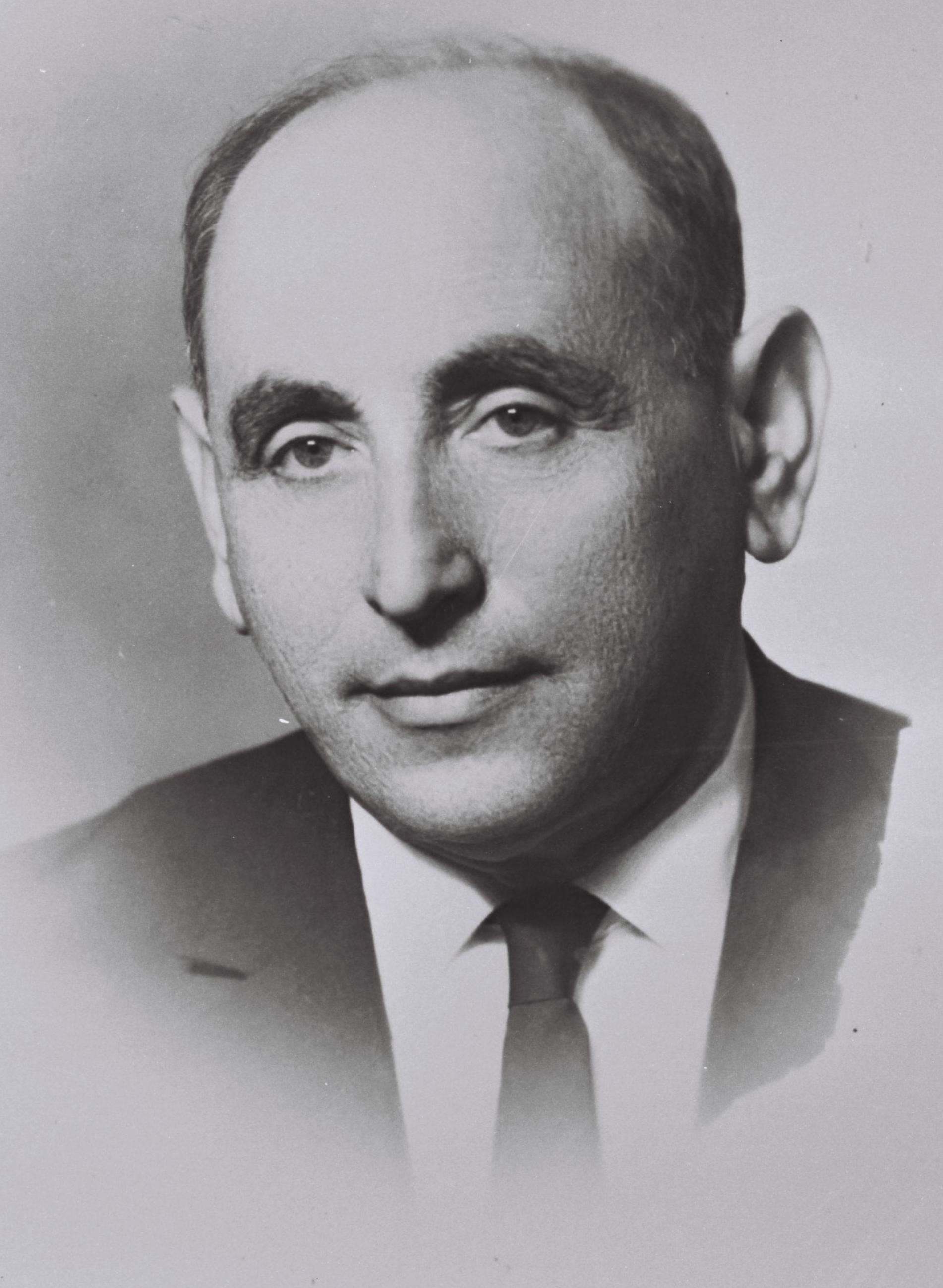
Isser Harel († 2003)

- 2003: Isser Harel, Chef des israelischen Geheimdienstes
- 2004: Johanna Olbrich, deutsche Spionin
- 2004: Jean Rouch, französischer Regisseur
- 2005: Robert R. Merhige Jr., US-amerikanischer Jurist und Bundesrichter
- 2005: Harald Szeemann, Schweizer Kurator
- 2006: al-Chatim al-Chalifa, sudanesischer Ministerpräsident und Präsident
- 2006: Laurel Hester, US-amerikanische Polizeibeamtin und Homosexuellen-Aktivistin
- 2008: Henrique de Curitiba, brasilianischer Komponist polnischer Abstammung
- 2008: Raymond Kennedy, US-amerikanischer Schriftsteller
- 2008: Alain Robbe-Grillet, französischer Schriftsteller und Filmemacher
- 2008: K. R. H. Sonderborg, deutscher Maler des Informel
- 2009: Ben Flowers, US-amerikanischer Baseballspieler
- 2009: Franz Marischka, österreichischer Regisseur, Drehbuchautor und Filmschauspieler
- 2010: Ariel Ramírez, argentinischer Komponist

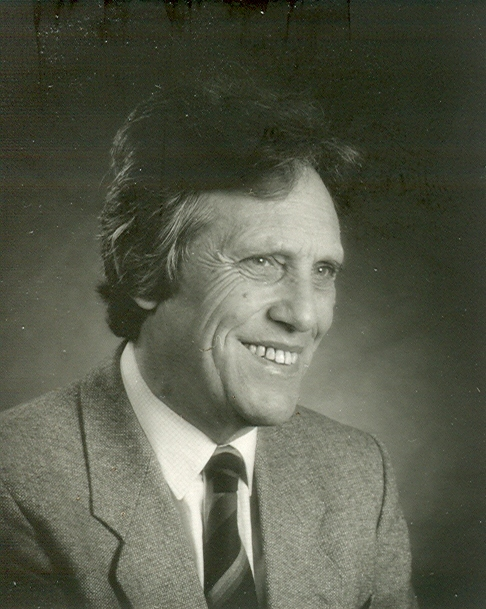
Otto Amann († 2011)

- 2011: Otto Amann, österreichischer Politiker
- 2011: Cayle Chernin, kanadische Schauspielerin und Filmproduzentin
- 2011: Carlos Veerhoff, deutsch-argentinischer Komponist
- 2012: Roald Aas, norwegischer Eisschnellläufer
- 2012: Thomas Langhoff, deutscher Theaterregisseur und Intendant
- 2013: Otto Beisheim, deutsch-schweizerischer Unternehmer
- 2013: Achim Brankačk, sorbischer Chorleiter und Autor
- 2013: Otfried Preußler, deutscher Kinderbuchautor
- 2014: Hermann Rieger, deutscher Physiotherapeut
- 2014: Bernd Noske, deutscher Schlagzeuger und Sänger
- 2014: Nelson Frazier, US-amerikanischer Wrestler
- 2015: Claude Criquielion, belgischer Radrennfahrer
- 2015: Hans F. Zacher, deutscher Rechtswissenschaftler
- 2016: Yūko Tsushima, japanische Schriftstellerin
- 2016: Dorothea Walda, deutsche Schauspielerin
- 2017: Umar Abd ar-Rahman, ägyptischer verurteilter Islamist
- 2017: Heinz Dehne, deutscher Chemiker und Hochschullehrer
- 2017: Oreal Perras, kanadischer Wrestler
- 2017: Angelika Rochhausen, deutsche Malerin
- 2017: Clyde Stubblefield, US-amerikanischer Schlagzeuger
- 2018: Günter Blobel, deutsch-US-amerikanischer Biochemiker und Nobelpreisträger
- 2018: Didier Lockwood, französischer Jazz-Geiger und Komponist
- 2018: Idrissa Ouédraogo, burkinischer Filmregisseur
- 2020: José Fernando Bonaparte, argentinischer Paläontologe
- 2021: Graeme English, britischer Ringer
- 2022: Gabriel Bach, israelischer Jurist und stellvertretender Ankläger im Eichmann-Prozess
- 2023: Clemens Arvay, österreichischer Sachbuchautor
- 2023: Petar Schekow, bulgarischer Fußballspieler
- 2025ː Marie-Chantal Depetris-Demaille, französische Florettfechterin

## Feier- und Gedenktage
- Kirchliche Gedenktage
  - Martin Luther, deutscher Mönch, Theologe und Reformator (evangelisch)
  - Hl. Leo der Große, römischer Theologe und Kirchenvater, Bischof und Schutzpatron (orthodox)
  - Hl. Colman von Lindisfarne, irischer Abt, Klostergründer und Bischof (katholisch (nicht in Irland))
  - Hl. Maruthas, römischer Arzt und Bischof (orthodox)
- Namenstage
  - Jimena
- Staatliche Feier- und Gedenktage
  - Gambia: Unabhängigkeit von Großbritannien (1965)

Weitere Einträge enthält die Liste von Gedenk- und Aktionstagen.